# 香港第六屆立法會
立法會是香港的立法機構，是香港的一院制議會。第六屆立法會共有70個議席，經2016年9月4日的選舉產生。當中，地區直選和功能界別選舉分別選出35位議員。根據《基本法》，立法會任期原為四年，由2016年10月1日開始並於2020年9月30日結束，後因全國人大常委會通過《全國人民代表大會常務委員會關於香港特別行政區第六屆立法會繼續履行職責的決定》，自行延長本屆立法會任期不少於一年直至第七屆任期開始，特區政府決定其任期於2021年12月31日結束。
截至2019至2020立法會年度結束，第六屆立法會共舉行141次會議，會議總時數約1711小時，時數較過去兩屆少。議員被趕離場的情況出現97次，譴責議員的議案以及議席空缺數目也是歷屆最多。
本屆立法會首次出現因特區政府主動司法覆核而有議員被取消資格的先例。自2016年開始運作以來，第六屆立法會正式就任議員人數從未達到法定全體人數70人。

## 年表
- 2016年9月4日，進行選舉。
- 2016年11月15日，高等法院裁定兩名青年新政議員梁頌恆及游蕙禎的宣誓無效。
- 2017年7月14日，高等法院裁定四名民主派及自決派議員梁國雄、劉小麗、羅冠聰、姚松炎的宣誓無效[6][7][8][9][10]。
- 2017年8月25日，終審法院裁定兩名本土派議員梁頌恆及游蕙禎的上訴無效。
- 2017年9月14日，選舉管理委員會公佈將會於2018年3月11日就三個地方選區（香港島、九龍西、新界東各一席）及功能界別（建築、測量、都市規劃及園境界）補選。
- 2018年3月11日，立法會補選舉行，建制派及民主派於是次補選各取2個議席。分别为謝偉銓、鄭泳舜及區諾軒、范國威。
- 2018年9月7日，選舉管理委員會公布將會於2018年11月25日就九龍西選區補選。
- 2018年11月25日，立法會補選舉行，建制派支持的陳凱欣於是次補選中當選。
- 2019年9月2日，補選中被取消參選資格的周庭的選舉呈請勝訴，區諾軒議員被裁定並非妥為當選。
- 2019年9月13日，補選中被取消參選資格的劉頴匡的選舉呈請勝訴，范國威議員被裁定並非妥為當選。
- 2019年12月17日，終審法院裁定兩名議員區諾軒議員及范國威議員的上訴無效，即時失去議席。
- 2020年1月15日，選管會宣布不就區諾軒及范國威的空缺議席補選，議席將懸空至會期完結。
- 2020年5月21日，補選中被取消參選資格的劉小麗的選舉呈請勝訴，陳凱欣議員被裁定並非妥為當選。
- 2020年5月30日，何啟明議員獲特區政府委任為勞工及福利局副局長，於6月1日履新，上任當天辭去議員職位。
- 2020年7月17日，第六屆立法會任期原定於此日結束。建制派議員在議事廳內大合照，而民主派及自決派議員則在地下的立法會標誌前留影[11]。立法會主席梁君彥以「難為正邪定分界」去形容[12]。
- 2020年7月31日，行政長官會同行政會議決定將立法會換屆選舉押後一年，並向國務院提交報告。國務院將提請全國人大常委會就立法會真空期問題作決定。行政長官林鄭月娥稱決定是因應2019冠狀病毒病疫情。[13]
- 2020年8月11日，第十三屆全國人民代表大會常務委員會第二十一次會議全票通過《全國人民代表大會常務委員會關於香港特別行政區第六屆立法會繼續履行職責的決定》，根據決定，在2020年9月30日後第六屆立法會繼續履行職責不少於一年，直至第七屆立法會任期開始為止[4][14]。
- 2020年9月18日，早前被裁定非妥為當選的陳凱欣，其上訴遭香港終審法院拒絕，陳凱欣即時失去議席。
- 2020年9月28日，早前已表明傾向不接受延任一年議員安排的陳志全議員及朱凱廸議員分別向立法會秘書及立法會同仁去信，宣佈於9月30日（即原任期屆滿之日）後卸下立法會議員職務。
- 2020年9月29日，陳淑莊議員在香港民意研究所公佈「民主派立法會議員去留問題民意調查」及大多數民主派議員決定留任一年後，向立法會主席梁君彥去信，宣佈9月30日後不再擔任立法會議員職務。
- 2020年11月11日，特區政府因應《全国人民代表大会常务委员会关于香港特别行政区立法会议员资格问题的决定》，宣布楊岳橋議員、郭榮鏗議員、郭家麒議員及梁繼昌議員等被四人即時DQ失去議席。[15]隨後剩餘的15名泛民主派立法會議員宣佈集體總辭，並將於11月12日遞交辭職申請[16][17]，其中許智峯及毛孟靜的辭職分別即時及翌日生效，而黃碧雲、胡志偉、尹兆堅、林卓廷、鄺俊宇、涂謹申、譚文豪、莫乃光、張超雄、梁耀忠、葉建源、李國麟、邵家臻等15名的辭職於2020年12月1日生效。[18]
- 2021年8月26日，港府人事變動宣布關係，立法會主席梁君彥先生報告後又表示，資審會候選人主席兼政務司司長李家超來信通知后，選舉管理委員會等2名當然委員又認為，熱血公民香港立法會鄭松泰議員被裁定不符合擁護香港基本法之效忠中華人民共和國香港特別行政區的身份後，宣佈其登記選民投票資格無效之後，政府就隨即刊憲公佈後，並同時即日開始免去喪失5年立法會議員資格鄭松泰的職務，即時喪失立法會議員議席的資格。[19]

### 議席變更
| 選區／界別                   | 2016年 10月1日          | 2016年 11月15日         | 2017年 7月14日          | 2018年 3月12日          | 2018年 11月26日         | 2019年 12月17日         | 2020年 6月1日           | 2020年 9月18日          | 2020年 10月1日          | 2020年 11月11日         | 2020年 11月12日         | 2020年 11月13日         | 2020年 12月1日 | 2021年 8月26日 |
| ---------------------------- | ----------------------- | ----------------------- | ----------------------- | ----------------------- | ----------------------- | ----------------------- | ----------------------- | ----------------------- | ----------------------- | ----------------------- | ----------------------- | ----------------------- | -------------- | -------------- |
| 新界東                       | 梁頌恆                  | 懸空                    | 懸空                    | 范國威                  | 范國威                  | 懸空                    | 懸空                    | 懸空                    | 懸空                    | 懸空                    | 懸空                    | 懸空                    | 懸空           | 懸空           |
| 九龍西                       | 游蕙禎                  | 懸空                    | 懸空                    | 鄭泳舜                  | 鄭泳舜                  | 鄭泳舜                  | 鄭泳舜                  | 鄭泳舜                  | 鄭泳舜                  | 鄭泳舜                  | 鄭泳舜                  | 鄭泳舜                  | 鄭泳舜         | 鄭泳舜         |
| 新界東                       | 梁國雄                  | 梁國雄                  | 懸空                    | 懸空                    | 懸空                    | 懸空                    | 懸空                    | 懸空                    | 懸空                    | 懸空                    | 懸空                    | 懸空                    | 懸空           | 懸空           |
| 九龍西                       | 劉小麗                  | 劉小麗                  | 懸空                    | 懸空                    | 陳凱欣                  | 陳凱欣                  | 陳凱欣                  | 懸空                    | 懸空                    | 懸空                    | 懸空                    | 懸空                    | 懸空           | 懸空           |
| 香港島                       | 羅冠聰                  | 羅冠聰                  | 懸空                    | 區諾軒                  | 區諾軒                  | 懸空                    | 懸空                    | 懸空                    | 懸空                    | 懸空                    | 懸空                    | 懸空                    | 懸空           | 懸空           |
| 建築、測量、都市規劃及園境界 | 姚松炎                  | 姚松炎                  | 懸空                    | 謝偉銓                  | 謝偉銓                  | 謝偉銓                  | 謝偉銓                  | 謝偉銓                  | 謝偉銓                  | 謝偉銓                  | 謝偉銓                  | 謝偉銓                  | 謝偉銓         | 謝偉銓         |
| 勞工界                       | 何啟明                  | 何啟明                  | 何啟明                  | 何啟明                  | 何啟明                  | 何啟明                  | 懸空                    | 懸空                    | 懸空                    | 懸空                    | 懸空                    | 懸空                    | 懸空           | 懸空           |
| 新界東                       | 陳志全                  | 陳志全                  | 陳志全                  | 陳志全                  | 陳志全                  | 陳志全                  | 陳志全                  | 陳志全                  | 懸空                    | 懸空                    | 懸空                    | 懸空                    | 懸空           | 懸空           |
| 新界西                       | 朱凱迪                  | 朱凱迪                  | 朱凱迪                  | 朱凱迪                  | 朱凱迪                  | 朱凱迪                  | 朱凱迪                  | 朱凱迪                  | 懸空                    | 懸空                    | 懸空                    | 懸空                    | 懸空           | 懸空           |
| 香港島                       | 陳淑莊                  | 陳淑莊                  | 陳淑莊                  | 陳淑莊                  | 陳淑莊                  | 陳淑莊                  | 陳淑莊                  | 陳淑莊                  | 懸空                    | 懸空                    | 懸空                    | 懸空                    | 懸空           | 懸空           |
| 新界東                       | 楊岳橋                  | 楊岳橋                  | 楊岳橋                  | 楊岳橋                  | 楊岳橋                  | 楊岳橋                  | 楊岳橋                  | 楊岳橋                  | 楊岳橋                  | 懸空                    | 懸空                    | 懸空                    | 懸空           | 懸空           |
| 法律界                       | 郭榮鏗                  | 郭榮鏗                  | 郭榮鏗                  | 郭榮鏗                  | 郭榮鏗                  | 郭榮鏗                  | 郭榮鏗                  | 郭榮鏗                  | 郭榮鏗                  | 懸空                    | 懸空                    | 懸空                    | 懸空           | 懸空           |
| 新界西                       | 郭家麒                  | 郭家麒                  | 郭家麒                  | 郭家麒                  | 郭家麒                  | 郭家麒                  | 郭家麒                  | 郭家麒                  | 郭家麒                  | 懸空                    | 懸空                    | 懸空                    | 懸空           | 懸空           |
| 會計界                       | 梁繼昌                  | 梁繼昌                  | 梁繼昌                  | 梁繼昌                  | 梁繼昌                  | 梁繼昌                  | 梁繼昌                  | 梁繼昌                  | 梁繼昌                  | 懸空                    | 懸空                    | 懸空                    | 懸空           | 懸空           |
| 香港島                       | 許智峯                  | 許智峯                  | 許智峯                  | 許智峯                  | 許智峯                  | 許智峯                  | 許智峯                  | 許智峯                  | 許智峯                  | 許智峯                  | 懸空                    | 懸空                    | 懸空           | 懸空           |
| 九龍西                       | 毛孟靜                  | 毛孟靜                  | 毛孟靜                  | 毛孟靜                  | 毛孟靜                  | 毛孟靜                  | 毛孟靜                  | 毛孟靜                  | 毛孟靜                  | 毛孟靜                  | 毛孟靜                  | 懸空                    | 懸空           | 懸空           |
| 九龍西                       | 黃碧雲                  | 黃碧雲                  | 黃碧雲                  | 黃碧雲                  | 黃碧雲                  | 黃碧雲                  | 黃碧雲                  | 黃碧雲                  | 黃碧雲                  | 黃碧雲                  | 黃碧雲                  | 黃碧雲                  | 懸空           | 懸空           |
| 九龍東                       | 胡志偉、譚文豪          | 胡志偉、譚文豪          | 胡志偉、譚文豪          | 胡志偉、譚文豪          | 胡志偉、譚文豪          | 胡志偉、譚文豪          | 胡志偉、譚文豪          | 胡志偉、譚文豪          | 胡志偉、譚文豪          | 胡志偉、譚文豪          | 胡志偉、譚文豪          | 胡志偉、譚文豪          | 懸空           | 懸空           |
| 新界西                       | 尹兆堅                  | 尹兆堅                  | 尹兆堅                  | 尹兆堅                  | 尹兆堅                  | 尹兆堅                  | 尹兆堅                  | 尹兆堅                  | 尹兆堅                  | 尹兆堅                  | 尹兆堅                  | 尹兆堅                  | 懸空           | 懸空           |
| 新界東                       | 林卓廷 、張超雄         | 林卓廷 、張超雄         | 林卓廷 、張超雄         | 林卓廷 、張超雄         | 林卓廷 、張超雄         | 林卓廷 、張超雄         | 林卓廷 、張超雄         | 林卓廷 、張超雄         | 林卓廷 、張超雄         | 林卓廷 、張超雄         | 林卓廷 、張超雄         | 林卓廷 、張超雄         | 懸空           | 懸空           |
| 區議會（第二）               | 鄺俊宇 、涂謹申、梁耀忠 | 鄺俊宇 、涂謹申、梁耀忠 | 鄺俊宇 、涂謹申、梁耀忠 | 鄺俊宇 、涂謹申、梁耀忠 | 鄺俊宇 、涂謹申、梁耀忠 | 鄺俊宇 、涂謹申、梁耀忠 | 鄺俊宇 、涂謹申、梁耀忠 | 鄺俊宇 、涂謹申、梁耀忠 | 鄺俊宇 、涂謹申、梁耀忠 | 鄺俊宇 、涂謹申、梁耀忠 | 鄺俊宇 、涂謹申、梁耀忠 | 鄺俊宇 、涂謹申、梁耀忠 | 懸空           | 懸空           |
| 資訊科技界                   | 莫乃光                  | 莫乃光                  | 莫乃光                  | 莫乃光                  | 莫乃光                  | 莫乃光                  | 莫乃光                  | 莫乃光                  | 莫乃光                  | 莫乃光                  | 莫乃光                  | 莫乃光                  | 懸空           | 懸空           |
| 教育界                       | 葉建源                  | 葉建源                  | 葉建源                  | 葉建源                  | 葉建源                  | 葉建源                  | 葉建源                  | 葉建源                  | 葉建源                  | 葉建源                  | 葉建源                  | 葉建源                  | 懸空           | 懸空           |
| 衛生服務界                   | 李國麟                  | 李國麟                  | 李國麟                  | 李國麟                  | 李國麟                  | 李國麟                  | 李國麟                  | 李國麟                  | 李國麟                  | 李國麟                  | 李國麟                  | 李國麟                  | 懸空           | 懸空           |
| 社會福利界                   | 邵家臻                  | 邵家臻                  | 邵家臻                  | 邵家臻                  | 邵家臻                  | 邵家臻                  | 邵家臻                  | 邵家臻                  | 邵家臻                  | 邵家臻                  | 邵家臻                  | 邵家臻                  | 懸空           | 懸空           |
| 新界西                       | 鄭松泰                  | 鄭松泰                  | 鄭松泰                  | 鄭松泰                  | 鄭松泰                  | 鄭松泰                  | 鄭松泰                  | 鄭松泰                  | 鄭松泰                  | 鄭松泰                  | 鄭松泰                  | 鄭松泰                  | 鄭松泰         | 懸空           |

## 議員列表
根據《議事規則》及《內務守則》，連續擔任立法會議員的時間較長者排名較前，而連續擔任議員時間相同者則按宣誓的先後決定排名，即按中文姓名繁體字筆劃較少者為先，下表乃根據立法會公佈之排名次序（页面存档备份，存于）而列出。議員的政治聯繫是根據議員向立法會申報的資料，雙重黨籍者則列出較主要者，或其載列於立法會網頁的首項黨籍計算，而於任期內有任何改動者，則按其任期結束前最後情況列出。政治派系僅為大概分類，並不代表同一派別議員只有單一取態；於重大事項（如行政長官及立法會產生辦法修改）中的投票取態可視為分類的依據。
| 議席 | 選區                         | 肖像 | 議員     | 政黨 | 政黨       | 派系   | 任期            | 任期            | 連任始於 | 註釋        |
| ---- | ---------------------------- | ---- | -------- | ---- | ---------- | ------ | --------------- | --------------- | -------- | ----------- |
| 功能 | 工業界（第一）               |      | 梁君彥   |      | 經民聯     | 建制派 | 會期開始        |                 | 2004     | 立法會主席  |
| 功能 | 區議會（第二）               |      | 涂謹申   |      | 民主黨     | 民主派 | 會期開始        | 2020年 11月30日 | 1991     | 最資深議員  |
| 功能 | 區議會（第二）               |      | 梁耀忠   |      | 街工       | 民主派 | 會期開始        | 2020年 11月30日 | 1995     | [ d ]       |
| 功能 | 地產及建造界                 |      | 石禮謙   |      | 經民聯     | 建制派 | 會期開始        |                 | 2000     |             |
| 功能 | 飲食界                       |      | 張宇人   |      | 自由黨     | 建制派 | 會期開始        |                 | 2000     |             |
| 功能 | 衛生服務界                   |      | 李國麟   |      | 无党籍     | 民主派 | 會期開始        | 2020年 11月30日 | 2004     | [ d ]       |
| 功能 | 商界（第一）                 |      | 林健鋒   |      | 經民聯     | 建制派 | 會期開始        |                 | 2004     |             |
| 功能 | 進出口界                     |      | 黃定光   |      | 民建聯     | 建制派 | 會期開始        |                 | 2004     |             |
| 功能 | 區議會（第二）               |      | 李慧琼   |      | 民建聯     | 建制派 | 會期開始        |                 | 2008     |             |
| 地區 | 新界東                       |      | 陳克勤   |      | 民建聯     | 建制派 | 會期開始        |                 | 2008     | [ e ]       |
| 功能 | 保險界                       |      | 陳健波   |      | 无党籍     | 建制派 | 會期開始        |                 | 2008     |             |
| 地區 | 九龍西                       |      | 梁美芬   |      | 經民聯     | 建制派 | 會期開始        |                 | 2008     | [ f ]       |
| 地區 | 九龍東                       |      | 黃國健   |      | 工聯會     | 建制派 | 會期開始        |                 | 2008     |             |
| 地區 | 香港島                       |      | 葉劉淑儀 |      | 新民黨     | 建制派 | 會期開始        |                 | 2008     |             |
| 地區 | 九龍東                       |      | 謝偉俊   |      | 无党籍     | 建制派 | 會期開始        |                 | 2008     |             |
| 地區 | 新界東                       |      | 梁國雄   |      | 社民連     | 民主派 | 會期開始        | 2017年 7月14日  | 2010 補  | [ g ]       |
| 地區 | 九龍西                       |      | 毛孟靜   |      | 香港本土   | 民主派 | 會期開始        | 2020年 11月12日 | 2012     | [ d ] [ h ] |
| 地區 | 新界西                       |      | 田北辰   |      | 實政圓桌   | 建制派 | 會期開始        |                 | 2012     | [ i ]       |
| 功能 | 漁農界                       |      | 何俊賢   |      | 民建聯     | 建制派 | 會期開始        |                 | 2012     |             |
| 功能 | 航運交通界                   |      | 易志明   |      | 自由黨     | 建制派 | 會期開始        |                 | 2012     |             |
| 地區 | 九龍東                       |      | 胡志偉   |      | 民主黨     | 民主派 | 會期開始        | 2020年 11月30日 | 2012     | [ d ]       |
| 功能 | 旅遊界                       |      | 姚思榮   |      | 无党籍     | 建制派 | 會期開始        |                 | 2012     |             |
| 功能 | 體育、演藝、文化及出版界     |      | 馬逢國   |      | 新論壇     | 建制派 | 會期開始        |                 | 2012     |             |
| 功能 | 資訊科技界                   |      | 莫乃光   |      | 公專聯     | 民主派 | 會期開始        | 2020年 11月30日 | 2012     | [ d ]       |
| 地區 | 新界東                       |      | 陳志全   |      | 人民力量   | 民主派 | 會期開始        | 2020年 9月30日  | 2012     | [ j ]       |
| 地區 | 新界西                       |      | 陳恒鑌   |      | 民建聯     | 建制派 | 會期開始        |                 | 2012     |             |
| 地區 | 新界西                       |      | 梁志祥   |      | 民建聯     | 建制派 | 會期開始        |                 | 2012     | [ e ]       |
| 功能 | 會計界                       |      | 梁繼昌   |      | 公專聯     | 民主派 | 會期開始        | 2020年 11月11日 | 2012     | [ k ] [ l ] |
| 地區 | 新界西                       |      | 麥美娟   |      | 工聯會     | 建制派 | 會期開始        |                 | 2012     |             |
| 地區 | 新界西                       |      | 郭家麒   |      | 公民黨     | 民主派 | 會期開始        | 2020年 11月11日 | 2012     | [ k ]       |
| 地區 | 香港島                       |      | 郭偉强   |      | 工聯會     | 建制派 | 會期開始        |                 | 2012     |             |
| 功能 | 法律界                       |      | 郭榮鏗   |      | 公民黨     | 民主派 | 會期開始        | 2020年 11月11日 | 2012     | [ k ] [ l ] |
| 功能 | 金融服務界                   |      | 張華峰   |      | 經民聯     | 建制派 | 會期開始        |                 | 2012     |             |
| 地區 | 新界東                       |      | 張超雄   |      | 工黨       | 民主派 | 會期開始        | 2020年 11月30日 | 2012     | [ d ]       |
| 地區 | 九龍西                       |      | 黃碧雲   |      | 民主黨     | 民主派 | 會期開始        | 2020年 11月30日 | 2012     | [ d ]       |
| 功能 | 教育界                       |      | 葉建源   |      | 教協       | 民主派 | 會期開始        | 2020年 11月30日 | 2012     | [ d ] [ l ] |
| 地區 | 新界東                       |      | 葛珮帆   |      | 民建聯     | 建制派 | 會期開始        |                 | 2012     |             |
| 功能 | 商界（第二）                 |      | 廖長江   |      | 无党籍     | 建制派 | 會期開始        |                 | 2012     |             |
| 功能 | 勞工界                       |      | 潘兆平   |      | 勞聯       | 建制派 | 會期開始        |                 | 2012     |             |
| 地區 | 九龍西                       |      | 蔣麗芸   |      | 民建聯     | 建制派 | 會期開始        |                 | 2012     |             |
| 功能 | 工程界                       |      | 盧偉國   |      | 經民聯     | 建制派 | 會期開始        |                 | 2012     |             |
| 功能 | 紡織及製衣界                 |      | 鍾國斌   |      | 自由黨     | 建制派 | 會期開始        |                 | 2012     |             |
| 地區 | 新界東                       |      | 楊岳橋   |      | 公民黨     | 民主派 | 會期開始        | 2020年 11月11日 | 2016 補  | [ k ]       |
| 地區 | 新界西                       |      | 尹兆堅   |      | 民主黨     | 民主派 | 會期開始        | 2020年 11月30日 | 2016     | [ d ]       |
| 地區 | 新界西                       |      | 朱凱廸   |      | 无党籍     | 民主派 | 會期開始        | 2020年 9月30日  | 2016     | [ j ]       |
| 功能 | 工業界（第二）               |      | 吳永嘉   |      | 經民聯     | 建制派 | 會期開始        |                 | 2016     | [ m ]       |
| 地區 | 新界西                       |      | 何君堯   |      | 无党籍     | 建制派 | 會期開始        |                 | 2016     |             |
| 功能 | 勞工界                       |      | 何啟明   |      | 工聯會     | 建制派 | 會期開始        | 2020年 5月31日  | 2016     | [ n ]       |
| 地區 | 新界東                       |      | 林卓廷   |      | 民主黨     | 民主派 | 會期開始        | 2020年 11月30日 | 2016     | [ d ]       |
| 功能 | 區議會（第二）               |      | 周浩鼎   |      | 民建聯     | 建制派 | 會期開始        |                 | 2016     |             |
| 功能 | 批發及零售界                 |      | 邵家輝   |      | 自由黨     | 建制派 | 會期開始        |                 | 2016     |             |
| 功能 | 社會福利界                   |      | 邵家臻   |      | 无党籍     | 民主派 | 會期開始        | 2020年 11月30日 | 2016     | [ d ]       |
| 地區 | 九龍東                       |      | 柯創盛   |      | 民建聯     | 建制派 | 會期開始        |                 | 2016     |             |
| 地區 | 新界東                       |      | 容海恩   |      | 新民黨     | 建制派 | 會期開始        |                 | 2016     | [ o ]       |
| 功能 | 醫學界                       |      | 陳沛然   |      | 无党籍     | 中間派 | 會期開始        |                 | 2016     |             |
| 功能 | 金融界                       |      | 陳振英   |      | 无党籍     | 建制派 | 會期開始        |                 | 2016     |             |
| 地區 | 香港島                       |      | 陳淑莊   |      | 无党籍     | 民主派 | 會期開始        | 2020年 9月30日  | 2016     | [ p ] [ q ] |
| 地區 | 香港島                       |      | 張國鈞   |      | 民建聯     | 建制派 | 會期開始        |                 | 2016     |             |
| 地區 | 香港島                       |      | 許智峯   |      | 民主黨     | 民主派 | 會期開始        | 2020年 11月11日 | 2016     | [ d ]       |
| 功能 | 勞工界                       |      | 陸頌雄   |      | 工聯會     | 建制派 | 會期開始        |                 | 2016     |             |
| 功能 | 區議會（第一）               |      | 劉國勳   |      | 民建聯     | 建制派 | 會期開始        |                 | 2016     |             |
| 功能 | 鄉議局                       |      | 劉業強   |      | 經民聯     | 建制派 | 會期開始        |                 | 2016     |             |
| 地區 | 新界西                       |      | 鄭松泰   |      | 熱血公民   | 修憲派 | 會期開始        | 2021年 8月26日  | 2016     | [ r ]       |
| 功能 | 區議會（第二）               |      | 鄺俊宇   |      | 民主黨     | 民主派 | 會期開始        | 2020年 11月30日 | 2016     | [ d ]       |
| 地區 | 九龍東                       |      | 譚文豪   |      | 公民黨     | 民主派 | 會期開始        | 2020年 11月30日 | 2016     | [ d ]       |
| 地區 | 香港島                       |      | 羅冠聰   |      | 香港眾志   | 民主派 | 會期開始        | 2017年 7月14日  | 2016     | [ g ]       |
| 功能 | 建築、測量、都市規劃及園境界 |      | 姚松炎   |      | 无党籍     | 民主派 | 會期開始        | 2017年 7月14日  | 2016     | [ g ]       |
| 地區 | 新界東                       |      | 梁頌恆   |      | 青年新政   | 本土派 | 會期開始        | 2016年 11月15日 | 2016     | [ s ]       |
| 地區 | 九龍西                       |      | 游蕙禎   |      | 青年新政   | 本土派 | 會期開始        | 2016年 11月15日 | 2016     | [ s ]       |
| 地區 | 九龍西                       |      | 劉小麗   |      | 无党籍     | 民主派 | 會期開始        | 2017年 7月14日  | 2016     | [ g ]       |
| 地區 | 新界東                       |      | 范國威   |      | 新民主同盟 | 民主派 | 2018年 3月12日  | 2019年 12月17日 | 2018 補  | 接替梁頌恆  |
| 地區 | 香港島                       |      | 區諾軒   |      | 无党籍     | 民主派 | 2018年 3月12日  | 2019年 12月17日 | 2018 補  | 接替羅冠聰  |
| 地區 | 九龍西                       |      | 鄭泳舜   |      | 民建聯     | 建制派 | 2018年 3月12日  |                 | 2018 補  | 接替游蕙禎  |
| 功能 | 建築、測量、都市規劃及園境界 |      | 謝偉銓   |      | 无党籍     | 建制派 | 2018年 3月12日  |                 | 2018 補  | 接替姚松炎  |
| 地區 | 九龍西                       |      | 陳凱欣   |      | 无党籍     | 建制派 | 2018年 11月26日 | 2020年 9月17日  | 2018 補  | 接替劉小麗  |

## 議席分布
|                  | 政黨             | 換屆選舉結果 | 2021年12月31日的議席 |
| ---------------- | ---------------- | ------------ | -------------------- |
|                  | 民主建港協進聯盟 | 12           | 13                   |
|                  | 香港經濟民生聯盟 | 7            | 8                    |
|                  | 民主黨           | 7            | 0                    |
|                  | 公民黨           | 6            | 0                    |
|                  | 香港工會聯合會   | 5            | 4                    |
|                  | 自由黨           | 4            | 4                    |
|                  | 新民黨           | 3            | 2                    |
|                  | 青年新政         | 2            | 0                    |
|                  | 公共專業聯盟     | 2            | 0                    |
|                  | 熱血公民         | 1            | 0                    |
|                  | 香港眾志         | 1            | 0                    |
|                  | 小麗民主教室     | 1            | 0                    |
|                  | 工黨             | 1            | 0                    |
|                  | 人民力量         | 1            | 0                    |
|                  | 朱凱廸新西團隊   | 1            | 0                    |
|                  | 社會民主連線     | 1            | 0                    |
|                  | 街坊工友服務處   | 1            | 0                    |
|                  | 香港本土         | 0            | 0                    |
|                  | 新民主同盟       | 0            | 0                    |
|                  | 實政圓桌         | 0            | 1                    |
|                  | 港九勞工社團聯會 | 1            | 1                    |
|                  | 新世紀論壇       | 1            | 1                    |
|                  | 獨立建制派       | 8            | 7                    |
|                  | 獨立民主派       | 3            | 0                    |
|                  | 獨立中間派       | 1            | 1                    |
| 建制派總計       | 建制派總計       | 40           | 41                   |
| 民主派總計       | 民主派總計       | 29           | 0                    |
| 修憲派總計       | 修憲派總計       | 1            | 0                    |
| 中間派或其他總計 | 中間派或其他總計 | 1            | 1                    |
| 總計             | 總計             | 70           | 42                   |

## 政黨組成
第六屆立法會以民建聯為第一大黨，其次為經民聯。按議員或政團過往表決時的投票傾向、言論立場，大致可分類為建制派和中間派，於延任前大致可分類為建制派和民主派。
2020年11月11日，第十三届全国人民代表大会常务委员会第二十三次会议审议通過《全国人民代表大会常务委员会关于香港特别行政区立法会议员资格问题的决定》，指「宣揚或者支持『港獨』主張、拒絕承認國家對香港擁有並行使主權、尋求外國或者境外勢力干預香港特別行政區事務，或者具有其他危害國家安全等行為」者經「依法認定」後喪失議員資格。特區政府隨即宣布取消梁繼昌、楊岳橋、郭榮鏗及郭家麒四人的議員資格。因應四名民主派議員被政府取消資格，其他民主派议员宣布集体辞职以抗議全國人大常委會的決定。
根據《基本法》附件二：「政府提出的法案，如獲得出席會議的全體議員的過半數票，即為通過。」；另外，「立法會議員個人提出的議案、法案和對政府法案的修正案均須分別經功能團體選舉產生的議員和分區直接選舉、選舉委員會選舉產生的議員兩部分出席會議議員各過半數通過。」由於選舉委員會議席已取消，實際上即為「功能團體選舉產生的議員和分區直接選舉產生的議員兩部分出席會議議員各過半數通過」。
截至2021年8月26日的政黨分布如下，下表以議員向立法會申報的政黨為準：
| 建制派： - 民建聯 - 工聯會 - 經民聯 - 自由黨 - 新民黨 - 實政圓桌 - 新論壇 - 勞聯 - 獨立人士 |  | 中間派： - 獨立人士 |

| 政黨       | 政黨       | 政黨 | 議員       | 地方選區 | 功能界別 | 總議席 |
| ---------- | ---------- | --- | ---------- | -------- | -------- | ------ |
| 建制派     |            | |            |          |          |        |
|            | 傳統建制派 | |            |          |          |        |
|            | 民建聯     | 張國鈞、蔣麗芸、鄭泳舜、柯創盛、陳恒鑌、梁志祥、葛珮帆、 陳克勤、何俊賢、黃定光、劉國勳、李慧琼、周浩鼎 | 8          | 5        | 13       |        |
|            | 工聯會     | 郭偉强、黃國健、麥美娟、陸頌雄                                                                          | 3          | 1        | 4        |        |
|            | 勞聯       | 潘兆平                                                                                                  | 0          | 1        | 1        |        |
| 商界       |            | |            |          |          |        |
|            | 經民聯     | 梁美芬、劉業強、盧偉國、石禮謙、林健鋒、梁君彥、吳永嘉、張華峰                                          | 1          | 7        | 8        |        |
|            | 自由黨     | 易志明、鍾國斌、邵家輝、張宇人                                                                          | 0          | 4        | 4        |        |
|            | 新民黨     | 葉劉淑儀、容海恩                                                                                        | 2          | 0        | 2        |        |
|            | 實政圓桌   | 田北辰                                                                                                  | 1          | 0        | 1        |        |
|            | 無黨籍     | 謝偉銓、姚思榮、廖長江、陳振英                                                                          | 0          | 4        | 4        |        |
| 鄉事派     |            | |            |          |          |        |
|            | 新論壇     | 馬逢國                                                                                                  | 0          | 1        | 1        |        |
|            | 無黨籍     | 謝偉俊、陳健波                                                                                          | 1          | 1        | 2        |        |
| 激進建制派 |            | |            |          |          |        |
|            | 無黨籍     | 何君堯                                                                                                  | 1          | 0        | 1        |        |
| 建制派總計 | 建制派總計 | 建制派總計                                                                                              | 建制派總計 | 17       | 24       | 41     |
| 中間派     |            | |            |          |          |        |
|            |            | 無黨籍                                                                                                  | 陳沛然     | 0        | 1        | 1      |
| 中間派總計 | 中間派總計 | 中間派總計                                                                                              | 中間派總計 | 0        | 1        | 1      |
| 總計       | 總計       | 總計 | 總計       | 17       | 25       | 42     |

## 委員會
立法會內設有不同委員會，以履行研究法案、監管公共開支及監察政府施政等職能。以下列出第六屆立法會各主要委員會於各年度的正、副主席。藍色、黃色及灰色分別表示建制派、民主派及中間派。
| 委員會                         | 年度主席   | 年度主席   | 年度主席   | 年度主席        | 年度主席      | 年度副主席 | 年度副主席 | 年度副主席 | 年度副主席      | 年度副主席      |
| 委員會                         | 2016－2017 | 2017－2018 | 2018－2019 | 2019－2020      | 2020－2021    | 2016－2017 | 2017－2018 | 2018－2019 | 2019－2020      | 2020－2021      |
| ------------------------------ | ---------- | ---------- | ---------- | --------------- | ------------- | ---------- | ---------- | ---------- | --------------- | --------------- |
| 內務委員會                     | 李慧琼     | 李慧琼     | 李慧琼     | 李慧琼          | 李慧琼        | 郭榮鏗     | 郭榮鏗     | 郭榮鏗     | 馬逢國          | 馬逢國          |
| 議會聯絡小組委員會             | 葉建源     | 葉建源     | 葉建源     | 葉建源          | 葉建源 → 懸空 | 梁繼昌     | 梁繼昌     | 梁繼昌     | 梁繼昌          | 梁繼昌 → 懸空   |
| 財務委員會                     | 陳健波     | 陳健波     | 陳健波     | 陳健波          | 陳健波        | 田北辰     | 田北辰     | 陳振英     | 陳振英          | 陳振英          |
| 人事編制小組委員會             | 葉劉淑儀   | 葉劉淑儀   | 葉劉淑儀   | 周浩鼎          | 葉劉淑儀      | 楊岳橋     | 楊岳橋     | 周浩鼎     | 陳志全          | 姚思榮          |
| 工務小組委員會                 | 盧偉國     | 盧偉國     | 盧偉國     | 盧偉國          | 謝偉銓        | 莫乃光     | 莫乃光     | 莫乃光     | 莫乃光          | 盧偉國          |
| 政府帳目委員會                 | 石禮謙     | 石禮謙     | 石禮謙     | 石禮謙          | 石禮謙        | 梁繼昌     | 梁繼昌     | 梁繼昌     | 梁繼昌          | 梁繼昌 → 謝偉俊 |
| 議員個人利益監察委員會         | 姚思榮     | 姚思榮     | 姚思榮     | 姚思榮          | 姚思榮        | 毛孟靜     | 毛孟靜     | 毛孟靜     | 毛孟靜          | 毛孟靜 → 葛珮帆 |
| 議事規則委員會                 | 謝偉俊     | 謝偉俊     | 謝偉俊     | 謝偉俊          | 謝偉俊        | 梁繼昌     | 梁繼昌     | 梁繼昌     | 梁繼昌          | 梁繼昌 → 張國鈞 |
| 事務委員會                     |            |            |            |                 |               |            |            |            |                 |                 |
| 司法及法律事務委員會           | 梁美芬     | 梁美芬     | 梁美芬     | 梁美芬          | 張國鈞        | 郭榮鏗     | 郭榮鏗     | 郭榮鏗     | 郭榮鏗          | 廖長江          |
| 工商事務委員會                 | 胡志偉     | 胡志偉     | 姚思榮     | 吳永嘉          | 鍾國斌        | 邵家輝     | 邵家輝     | 楊岳橋     | 楊岳橋          | 吳永嘉          |
| 政制事務委員會                 | 廖長江     | 廖長江     | 張國鈞     | 張國鈞          | 周浩鼎        | 周浩鼎     | 周浩鼎     | 陸頌雄     | 劉業強          | 劉業強          |
| 發展事務委員會                 | 張宇人     | 張宇人     | 梁志祥     | 謝偉銓          | 盧偉國        | 劉業強     | 劉業強     | 劉業強     | 陸頌雄          | 劉國勳          |
| 經濟發展事務委員會             | 林健鋒     | 林健鋒     | 鍾國斌     | 鍾國斌          | 張華峰        | 楊岳橋     | 楊岳橋     | 胡志偉     | 胡志偉          | 李慧琼          |
| 教育事務委員會                 | 蔣麗芸     | 蔣麗芸     | 葉建源     | 葉劉淑儀        | 梁美芬        | 葉建源     | 葉建源     | 鄭泳舜     | 葉建源          | 麥美娟          |
| 環境事務委員會                 | 陳淑莊     | 陳淑莊     | 何君堯     | 何君堯          | 鄭泳舜        | 何君堯     | 何君堯     | 許智峯     | 何俊賢          | 謝偉俊          |
| 財經事務委員會                 | 張華峰     | 梁繼昌     | 張華峰     | 張華峰          | 林健鋒        | 梁繼昌     | 張華峰     | 梁繼昌     | 梁繼昌          | 黃定光          |
| 食物安全及環境衞生事務委員會   | 黃碧雲     | 何俊賢     | 郭家麒     | 張宇人          | 何俊賢        | 劉國勳     | 郭家麒     | 邵家輝     | 黃碧雲          | 邵家輝          |
| 衞生事務委員會                 | 李國麟     | 李國麟     | 陳沛然     | 蔣麗芸          | 葛珮帆        | 陳沛然     | 陳沛然     | 李國麟     | 陳凱欣 → 懸空   | 石禮謙          |
| 民政事務委員會                 | 馬逢國     | 馬逢國     | 郭偉强     | 劉國勳          | 梁志祥        | 吳永嘉     | 容海恩     | 區諾軒     | 區諾軒 → 陳志全 | 黃國健          |
| 房屋事務委員會                 | 麥美娟     | 麥美娟     | 柯創盛     | 柯創盛          | 張宇人        | 尹兆堅     | 尹兆堅     | 尹兆堅     | 尹兆堅          | 柯創盛          |
| 資訊科技及廣播事務委員會       | 葛珮帆     | 莫乃光     | 葛珮帆     | 莫乃光          | 何君堯        | 莫乃光     | 葛珮帆     | 莫乃光     | 葛珮帆          | 陳健波          |
| 人力事務委員會                 | 梁耀忠     | 郭偉强     | 張超雄     | 何啟明 → 鄭泳舜 | 陸頌雄        | 何啟明     | 張超雄     | 何啟明     | 朱凱廸          | 陳振英          |
| 公務員及資助機構員工事務委員會 | 郭偉强     | 潘兆平     | 范國威     | 郭偉强          | 郭偉强        | 譚文豪     | 譚文豪     | 廖長江     | 潘兆平          | 潘兆平          |
| 保安事務委員會                 | 陳克勤     | 陳克勤     | 陳克勤     | 陳克勤          | 陳克勤        | 涂謹申     | 涂謹申     | 涂謹申     | 容海恩          | 容海恩          |
| 交通事務委員會                 | 陳恒鑌     | 易志明     | 陳恒鑌     | 易志明          | 易志明        | 郭家麒     | 林卓廷     | 譚文豪     | 陳恒鑌          | 陳恒鑌          |
| 福利事務委員會                 | 邵家臻     | 邵家臻     | 鄺俊宇     | 鄺俊宇          | 蔣麗芸        | 鄺俊宇     | 鄺俊宇     | 邵家臻     | 邵家臻          | 姚思榮          |

### 委員會主席列表
| 委員會                         | 屆別任數 | 最後一任 | 主席     | 政黨 | 政黨           | 選區                         |
| ------------------------------ | -------- | -------- | -------- | ---- | -------------- | ---------------------------- |
| 內務委員會                     | 1        | check    | 李慧琼   |      | 民建聯         | 區議會(第二)                 |
| 議會聯絡小組委員會             | 1        |          | 葉建源   |      | 教協           | 教育界                       |
| 議會聯絡小組委員會             | 2        | check    | 懸空     |      |                |                              |
| 財務委員會                     | 1        | check    | 陳健波   |      | 無黨籍         | 保險界                       |
| 人事編制小組委員會             | 1        |          | 葉劉淑儀 |      | 新民黨         | 香港島                       |
| 人事編制小組委員會             | 2        |          | 周浩鼎   |      | 民建聯         | 區議會(第二)                 |
| 人事編制小組委員會             | 3        | check    | 葉劉淑儀 |      | 新民黨         | 香港島                       |
| 工務小組委員會                 | 1        |          | 盧偉國   |      | 經民聯         | 工程界                       |
| 工務小組委員會                 | 2        | check    | 謝偉銓   |      | 無黨籍         | 建築、測量、都市規劃及園境界 |
| 政府帳目委員會                 | 1        | check    | 石禮謙   |      | 經民聯         | 地產及建造界                 |
| 議員個人利益監察委員會         | 1        | check    | 姚思榮   |      | 無黨籍         | 旅遊界                       |
| 議事規則委員會                 | 1        | check    | 謝偉俊   |      | 創建力量       | 九龍東                       |
| 司法及法律事務委員會           | 1        |          | 梁美芬   |      | 經民聯         | 九龍西                       |
| 司法及法律事務委員會           | 2        | check    | 張國鈞   |      | 民建聯         | 香港島                       |
| 工商事務委員會                 | 1        |          | 胡志偉   |      | 民主黨         | 九龍東                       |
| 工商事務委員會                 | 2        |          | 姚思榮   |      | 無黨籍         | 旅遊界                       |
| 工商事務委員會                 | 3        |          | 吳永嘉   |      | 經民聯         | 工業界(第二)                 |
| 工商事務委員會                 | 4        | check    | 鍾國斌   |      | 自由黨         | 紡織及製衣界                 |
| 政制事務委員會                 | 1        |          | 廖長江   |      | 無黨籍         | 商界(第二)                   |
| 政制事務委員會                 | 2        |          | 張國均   |      | 民建聯         | 香港島                       |
| 政制事務委員會                 | 3        | check    | 周浩鼎   |      | 民建聯         | 區議會(第二)                 |
| 發展事務委員會                 | 1        |          | 張宇人   |      | 自由黨         | 飲食界                       |
| 發展事務委員會                 | 2        |          | 梁志祥   |      | 民建聯         | 新界西                       |
| 發展事務委員會                 | 3        |          | 謝偉銓   |      | 無黨籍         | 建築、測量、都市規劃及園境界 |
| 發展事務委員會                 | 4        | check    | 盧偉國   |      | 經民聯         | 工程界                       |
| 經濟發展事務委員會             | 1        |          | 林健鋒   |      | 經民聯         | 商界(第一)                   |
| 經濟發展事務委員會             | 2        |          | 鍾國斌   |      | 自由黨         | 紡織及製衣界                 |
| 經濟發展事務委員會             | 3        | check    | 張華峰   |      | 經民聯         | 金融服務界                   |
| 教育事務委員會                 | 1        |          | 蔣麗芸   |      | 民建聯         | 九龍西                       |
| 教育事務委員會                 | 2        |          | 葉建源   |      | 教協           | 教育界                       |
| 教育事務委員會                 | 3        |          | 葉劉淑儀 |      | 新民黨         | 香港島                       |
| 教育事務委員會                 | 4        | check    | 梁美芬   |      | 經民聯         | 九龍西                       |
| 環境事務委員會                 | 1        |          | 陳淑莊   |      | 公民黨         | 香港島                       |
| 環境事務委員會                 | 2        |          | 何君堯   |      | 新界關注大聯盟 | 新界西                       |
| 環境事務委員會                 | 3        | check    | 鄭泳舜   |      | 民建聯         | 九龍西                       |
| 財經事務委員會                 | 1        |          | 張華峰   |      | 經民聯         | 金融服務界                   |
| 財經事務委員會                 | 2        |          | 梁繼昌   |      | 公共專業聯盟   | 會計界                       |
| 財經事務委員會                 | 3        |          | 張華峰   |      | 經民聯         | 金融服務界                   |
| 財經事務委員會                 | 4        | check    | 林健鋒   |      | 經民聯         | 商界(第一)                   |
| 食物安全及環境衞生事務委員會   | 1        |          | 黃碧雲   |      | 民主黨         | 九龍西                       |
| 食物安全及環境衞生事務委員會   | 2        |          | 何俊賢   |      | 民建聯         | 漁農界                       |
| 食物安全及環境衞生事務委員會   | 3        |          | 郭家麒   |      | 公民黨         | 新界西                       |
| 食物安全及環境衞生事務委員會   | 4        |          | 張宇人   |      | 自由黨         | 飲食界                       |
| 食物安全及環境衞生事務委員會   | 5        | check    | 何俊賢   |      | 民建聯         | 漁農界                       |
| 衛生事務委員會                 | 1        |          | 李國麟   |      | 專業議政       | 衛生服務界                   |
| 衛生事務委員會                 | 2        |          | 陳沛然   |      | 無黨籍         | 醫學界                       |
| 衛生事務委員會                 | 3        |          | 蔣麗芸   |      | 民建聯         | 九龍西                       |
| 衛生事務委員會                 | 4        | check    | 葛珮帆   |      | 民建聯         | 新界東                       |
| 民政事務委員會                 | 1        |          | 馬逢國   |      | 新世紀論壇     | 體育、演藝、文化及出版界     |
| 民政事務委員會                 | 2        |          | 郭偉強   |      | 工聯會         | 香港島                       |
| 民政事務委員會                 | 3        |          | 劉國勳   |      | 民建聯         | 區議會(第一)                 |
| 民政事務委員會                 | 4        | check    | 梁志祥   |      | 民建聯         | 新界西                       |
| 房屋事務委員會                 | 1        |          | 麥美娟   |      | 工聯會         | 新界西                       |
| 房屋事務委員會                 | 2        |          | 柯創盛   |      | 民建聯         | 九龍東                       |
| 房屋事務委員會                 | 3        | check    | 張宇人   |      | 自由黨         | 飲食界                       |
| 資訊科技及廣播事務委員會       | 1        |          | 葛珮帆   |      | 民建聯         | 新界東                       |
| 資訊科技及廣播事務委員會       | 2        |          | 莫乃光   |      | 公共專業聯盟   | 資訊科技界                   |
| 資訊科技及廣播事務委員會       | 3        |          | 葛珮帆   |      | 民建聯         | 新界東                       |
| 資訊科技及廣播事務委員會       | 4        |          | 莫乃光   |      | 公共專業聯盟   | 資訊科技界                   |
| 資訊科技及廣播事務委員會       | 5        | check    | 何君堯   |      | 新界關注大聯盟 | 新界西                       |
| 人力事務委員會                 | 1        |          | 梁耀忠   |      | 街坊工友服務處 | 區議會(第二)                 |
| 人力事務委員會                 | 2        |          | 郭偉強   |      | 工聯會         | 香港島                       |
| 人力事務委員會                 | 3        |          | 張超雄   |      | 工黨           | 新界東                       |
| 人力事務委員會                 | 4        |          | 何啟明   |      | 工聯會         | 勞工界                       |
| 人力事務委員會                 | 5        |          | 鄭泳舜   |      | 民建聯         | 九龍西                       |
| 人力事務委員會                 | 6        | check    | 陸頌雄   |      | 工聯會         | 勞工界                       |
| 公務員及資助機構員工事務委員會 | 1        |          | 郭偉強   |      | 工聯會         | 香港島                       |
| 公務員及資助機構員工事務委員會 | 2        |          | 潘兆平   |      | 勞聯           | 勞工界                       |
| 公務員及資助機構員工事務委員會 | 3        |          | 范國威   |      | 新民主同盟     | 新界東                       |
| 公務員及資助機構員工事務委員會 | 4        | check    | 郭偉強   |      | 工聯會         | 香港島                       |
| 保安事務委員會                 | 1        | check    | 陳克勤   |      | 民建聯         | 新界東                       |
| 交通事務委員會                 | 1        |          | 陳恒鑌   |      | 民建聯         | 新界西                       |
| 交通事務委員會                 | 2        |          | 易志明   |      | 自由黨         | 航運交通界                   |
| 交通事務委員會                 | 3        |          | 陳恒鑌   |      | 民建聯         | 新界西                       |
| 交通事務委員會                 | 4        | check    | 易志明   |      | 自由黨         | 航運交通界                   |
| 福利事務委員會                 | 1        |          | 邵家臻   |      | 社工復興運動   | 社會福利界                   |
| 福利事務委員會                 | 2        |          | 鄺俊宇   |      | 民主黨         | 區議會(第二)                 |
| 福利事務委員會                 | 3        | check    | 蔣麗芸   |      | 民建聯         | 九龍西                       |

## 特別事件與爭議事件

### 史上第一位功能界別的立法會主席
自總督彭定康取消兼任立法局主席改以議員互選後，歷任立法局/立法會主席也非出身於功能界別。在選舉主席期間，原本主持會議的梁耀忠議員以「對我來說都無法澄清我心裏的問題」而離席，交由立法會第三資深的議員，經民聯石禮謙主持。被非建制派議員質疑仍未完成放棄英國國籍手續，不可當主席的工業界（第一）梁君彥議員在非建制議員撕毀選票並離場抗議下，擔任新一屆立法會主席，為首位功能界別議員當選立法會主席。

### 宣誓風波

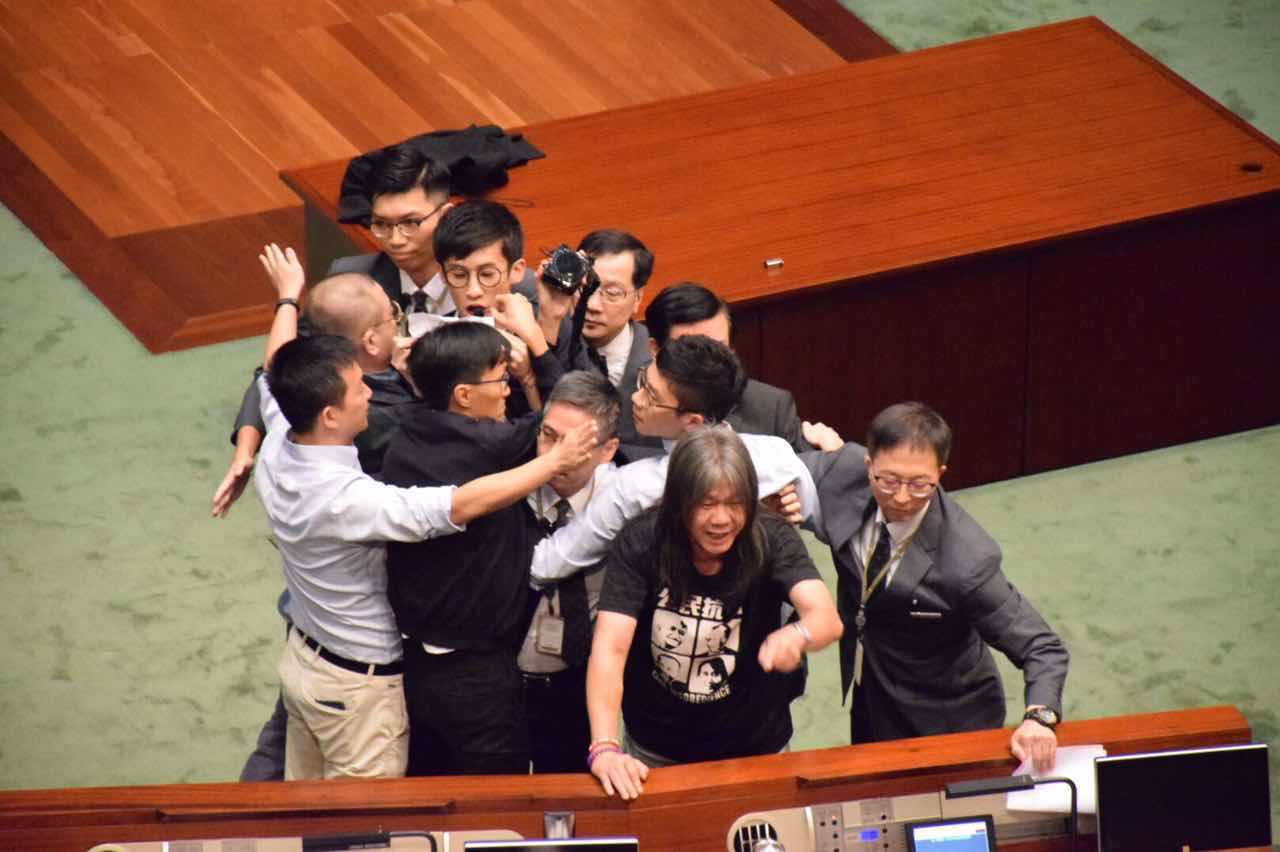
11月2日，梁頌恆和游蕙禎再闖立法會大會自行「宣誓」，但不被承認，图中为多位民主派議员阻止保安把梁抬離

2016年10月12日，多名民主派議員均在宣誓時更改誓詞，其中新任姚松炎議員因在誓詞中加料，青年新政的梁頌恆議員及游蕙禎議員因更改誓詞及展示「HONG KONG IS NOT CHINA」標語，並在誓詞中把「中華人民共和國」讀成粗口及含支那字眼，而被立法會秘書長陳維安拒絕監誓，因此三人不能參與選舉立法會主席程序。10月18日，立法會主席梁君彥裁定劉小麗議員因停頓過程長達10分鐘，非嚴肅看待誓詞，以及建制派黃定光議員在誓詞讀漏「香港」而宣誓無效，連同姚松炎議員、梁頌恆議員及游蕙禎議員，五人需要重新宣誓。
五人包括青年新政立法會議員游蕙禎及梁頌恆，被要求需用書面方式向梁君彥提出宣誓，獲梁君彥接納。同日下午，時任行政長官梁振英及時任律政司司長袁國強突然入稟高等法院，要求推翻立法會主席梁君彥裁決，禁止青年新政議員梁頌恆及游蕙禎明天再次宣誓，並申請臨時禁制令。高院在晚上9時緊急開庭處理。梁君彥表示，已經向律師提出反對。法官最後批出司法覆核許可，但拒絕批准臨時禁制令。
10月19日立法會大會期間，建制派議員因應兩人拒絕就宣誓言論道歉，在姚松炎議員完成宣誓後，陳克勤議員在提出點算法定人數後，與建制派議員集體離場抗議，結果造成流會。梁頌恆議員、游蕙禎議員及劉小麗議員最終未能宣誓。建制派召集人廖長江議員形容事件為「政治層面行動」，工聯會黃國健議員指出今次行動是「回應市民要求」。
27名非建制派議員對建制派發動流會表示憤怒及予以譴責，是有預謀地製造流會，形容是粗暴閹割議會。不過，他們亦表明不認同青年新政的做法，認為他們在宣誓時的有關辱華言論不可接受。
另外，在點算人數期間，鄭松泰議員走到民建聯議員的坐席位置，並將議員自行帶來插在桌上的五星旗和紫荊旗倒轉以示抗議建制派流會，被蔣麗芸議員上前指責，隨即被立法會主席梁君彥裁定行為不檢而趕離場，成為當屆會議上首個被逐離場的立法會議員。事件直至梁君彥宣布流會，鄭松泰議員仍逗留在會議廳內。
在11月15日，高等法院區慶祥法官裁決裁定政府勝訴，梁頌恆議員和游蕙禎議員宣誓無效，議員資格被取消，同時頒禁制令，禁止二人以議員身份行事。秘書處作出跟進工作，包括在21日內刊憲，宣佈議席懸空，及追討梁頌恆及游蕙禎薪津問題。
2017年7月14日，高等法院原訟庭裁定，梁國雄議員、劉小麗議員、羅冠聰議員和姚松炎議員全部宣誓無效，自2016年10月12日起已喪失議員資格。秘書處在21日內刊憲，宣佈議席懸空。

### 發展局長陳茂波 指回答議員提問 不代表宣誓有效
2016年11月8日，立法會委員會舉行《基本法》第104條釋法後首個會議，發展局局長陳茂波主動在立法會發表有關人大釋法的言論。他注意到「社會及部分立法會議員對個別議員宣誓是否有效提出質疑，即使當局會回答所有議員問題，但並不代表政府接納有關議員的宣誓是否有效，指政府保留其法律權利」。言論引起泛民主派議員不滿。

### 梁君彥裁決把不涉行為不檢的議員趕離會議廳
2016年11月9日，原定提出首條口頭質詢的許智峯議員向梁君彥主席提出要求緊急休會辯論人大釋法，梁君彥拒絕並多次警告許停止發言，均不得要領，最終下令許智峯離開會議廳，一批民主派議員不滿其裁決，一擁而上「保護」許智峯試圖阻止立會保安行動，情況一度混亂，結果開會僅四分鐘，梁君彥就宣布暫停會議，其後須轉換會議室舉行會議。

### 建制派表示提出修訂《議事規則》
2017年10月，立法會新會期展開，建制派議員表示提出修訂《議事規則》，包括提高成立專責委員會門檻、限制議員提出修正案的數目、禁止就縮短表決鐘聲辯論及被逐者不能參與同日財務委員會等。多名民主派議員批評建制派藉6名議員資格被取消後建議收緊《議事規則》是「趁火打劫」，他們要求補選後才修改。

### 許智峯涉搶政府人員手機
2018年4月，民主黨許智峯議員被指搶政府人員的手機，並查看手機資料近十分鐘，內容包括議員出入紀錄等。事件曝光後，建制派、特首林鄭月娥等強烈譴責事件。許智峯則向該政府人員致歉。警方亦已經在該政府人員報警後進入立法會大樓搜查。民主黨前主席劉慧卿表態，認為許智峯不應留在議會和黨。其後民主黨中委會決定凍結許黨籍並強烈譴責許智峯。四月尾，建制派計劃提出譴責許智峯議案。

### 邵家臻陳淑莊涉佔中案被判囚
2019年4月9日，區域法院法官陳仲衡為佔中九子案作出裁決，邵家臻議員及陳淑莊議員被判刑，其中邵家臻被判立即入狱，陈淑莊则因健康问题获准缓期两年。雖然目前兩人未遭解除職務，但是兩人依照香港法律規定，依然不能參加2020年立法會選舉。這意味著泛民在下次選舉中失去兩名潛在候選人。

### 逃犯條例法案委員會「鬧雙胞」爆衝突

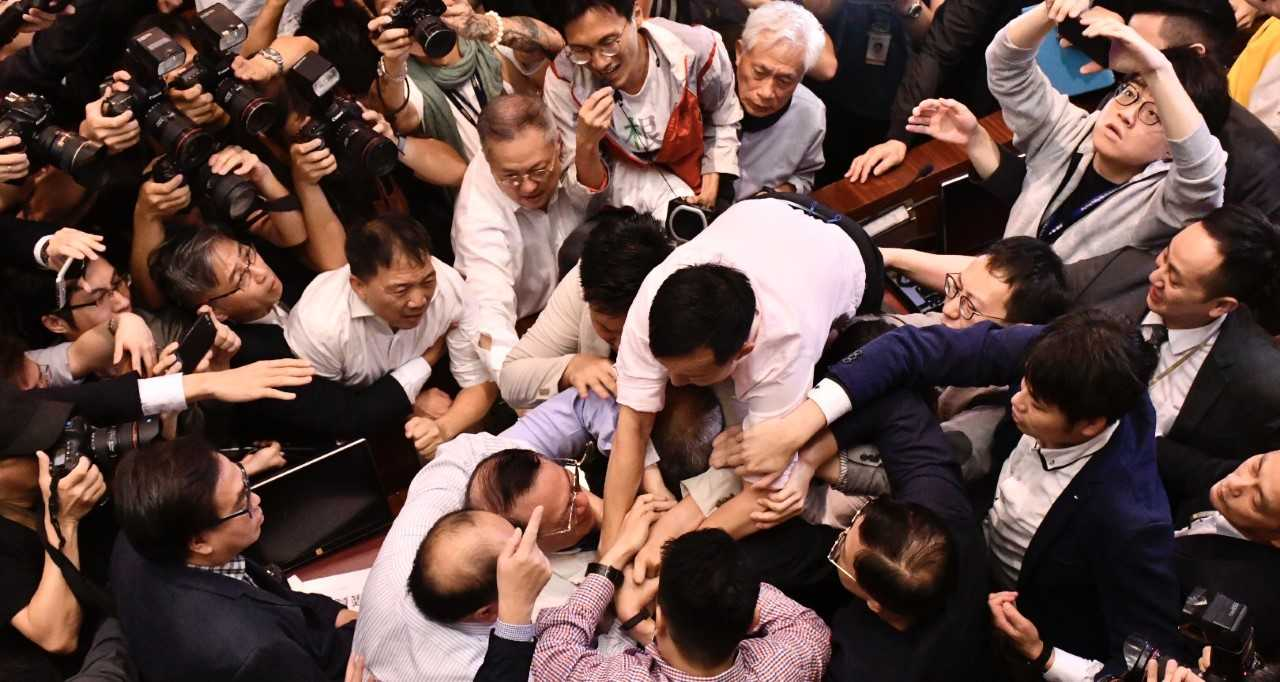
2019年5月11日，逃犯修例委員會”鬧雙胞”爆衝突

2019年5月11日，立法會召開《逃犯條例》修訂法案委員會，民主派與建制派首次發生委會員"鬧雙胞"的情況，民主派議員訂於同一會議室比建制派提早半小時開會，結果雙方爭奪主席台爆發激烈肢體衝突。民主派不承認建制派強行修改議事規則的做法，繼續由涂謹申議員擔任主席。建制派承認的委員會主持石禮謙議員表示，他擔任立法會議員19年來，"從來都無見過咁惡劣嘅環境"，雙方都有議員受傷。

### 佔領立法會事件

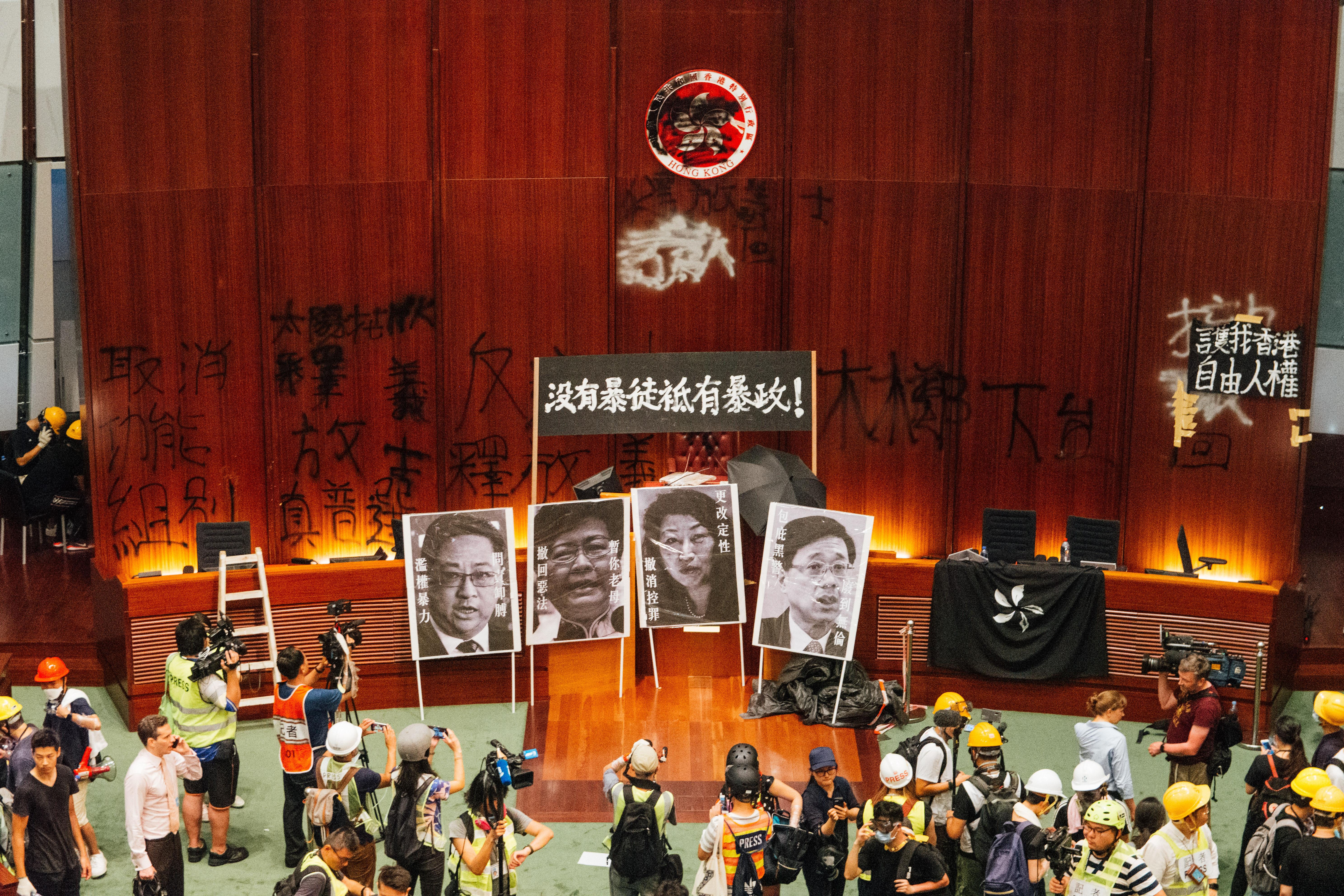
示威者於立法會綜合大樓會議廳豎起「沒有暴徒祗有暴政！」橫額，背面是「萬劫不復 退無可退！！！」，後方的香港區徽被塗黑，僅留下「香港特別行政區」及「HONG KONG」字句

2019年7月1日，部分示威者衝擊立法會，一度與警方發生衝突，後於夜晚近9時成功進入大樓。立法會首次被佔領三小時，示威者塗黑區徽，展示黑洋紫荊旗及香港旗，以示議會不反映民意，並宣讀《香港人抗爭宣言》，要求2020年普選立法會，不願香港為民主、自由、公義再添亡魂。7月2日近子夜時分，大部分在立法會內的示威者都已撤去，警方施放多枚催淚彈驅散在立法會外一帶聚集的人群。

### 2019年施政報告宣讀風波

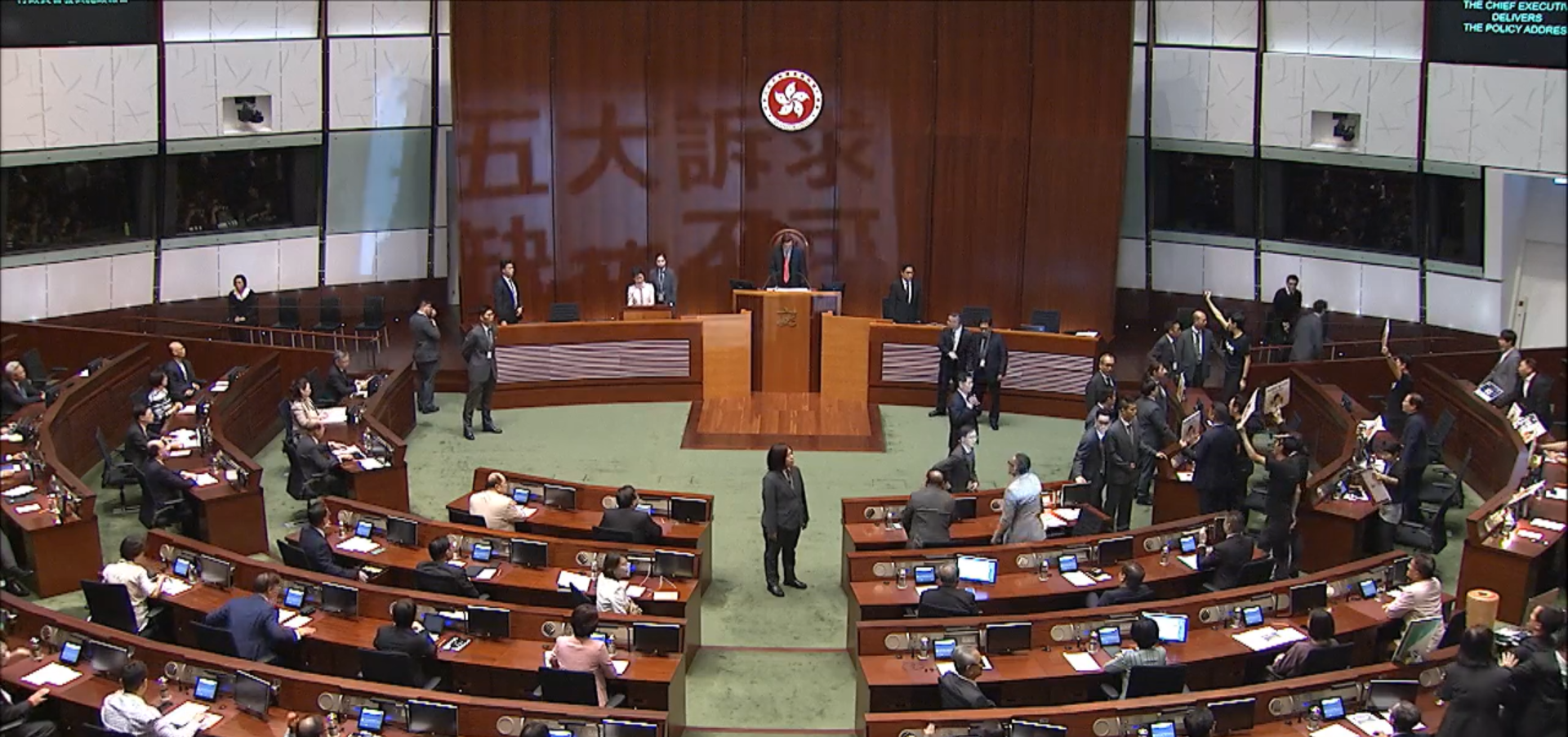
特首宣讀施政報告期間，民主派議員向林鄭月娥投射「五大訴求，缺一不可」的標語

2019年10月16日香港立法會復會，行政長官林鄭月娥依照慣例赴立法會發表2019年度的施政報告。立法會主席梁君彥於事前考慮到當時香港社會現況而提前預告復會後立法會綜合大樓將發布「黃色警示」。今日會議開始後，民主派議員因不滿林鄭月娥的施政及對於社會上「五大訴求」採取的強硬態度，因此於林鄭月娥發表施政報告的同時呼喊口號，並以投影機向主席台及行政長官作席投射「五大訴求，缺一不可」的標語，因此立法會主席梁君彥前後驅逐6名民主派議員，包含公民黨陳淑莊議員、郭家麒議員、人民力量陳志全議員、民主黨尹兆堅議員、林卓廷議員及專業議政邵家臻議員，並沒收許智峯議員的大聲公及區諾軒議員的投映機。最後在民主派議員的抗議聲中，立法會主席梁君彥宣布立即休會。此次是史上首次行政長官沒有在立法會內宣讀施政報告，因此在中午12:15林鄭月娥以電視直播的方式播出施政報告的內容。

### 立法會「短問短答」
2017年行政長官林鄭月娥上任後，稱為改善行政立法關係，由2018年1月起每月一至兩次到立法會出席「短問短答」質詢環節。到2019年12月指質詢環節造成嚴重擾亂，考慮取消有關安排。到2020年1月因COVID-19疫情而沒有再舉行。

### 2019-2020年度財委會主席選舉事件
2019年10月11日，財務委員會召開特別會議選舉主席及副主席，引起民主派議員不滿，隨後在提名程序除建制派議員共同提名的候選人陳健波議員外，總共有22名民主派議員參與財委會主席選舉。因候選人眾多，選舉流程被迫延期。10月14日財務委員會再次召開會議，經過一整天的會議，會議主持陳振英議員於下午的會議上驅逐因為對主持裁決不滿的范國威議員，隨後因民主派議員不滿杯葛議程後宣布更換會議室，又於投票程序開始後驅逐同樣不滿陳振英議員裁決的許智峯議員，陳志全議員也因不滿裁決站上桌上抗議。隨後因票數發出及收回問題舉行第二次選舉程序，最終投票結果為陳健波議員36票、陳志全議員14票、林卓廷議員1票，會議主持隨後將會議轉交給當選連任的陳健波，而隨即宣布散會。

### 2019-2020年度內委會主席選舉事件

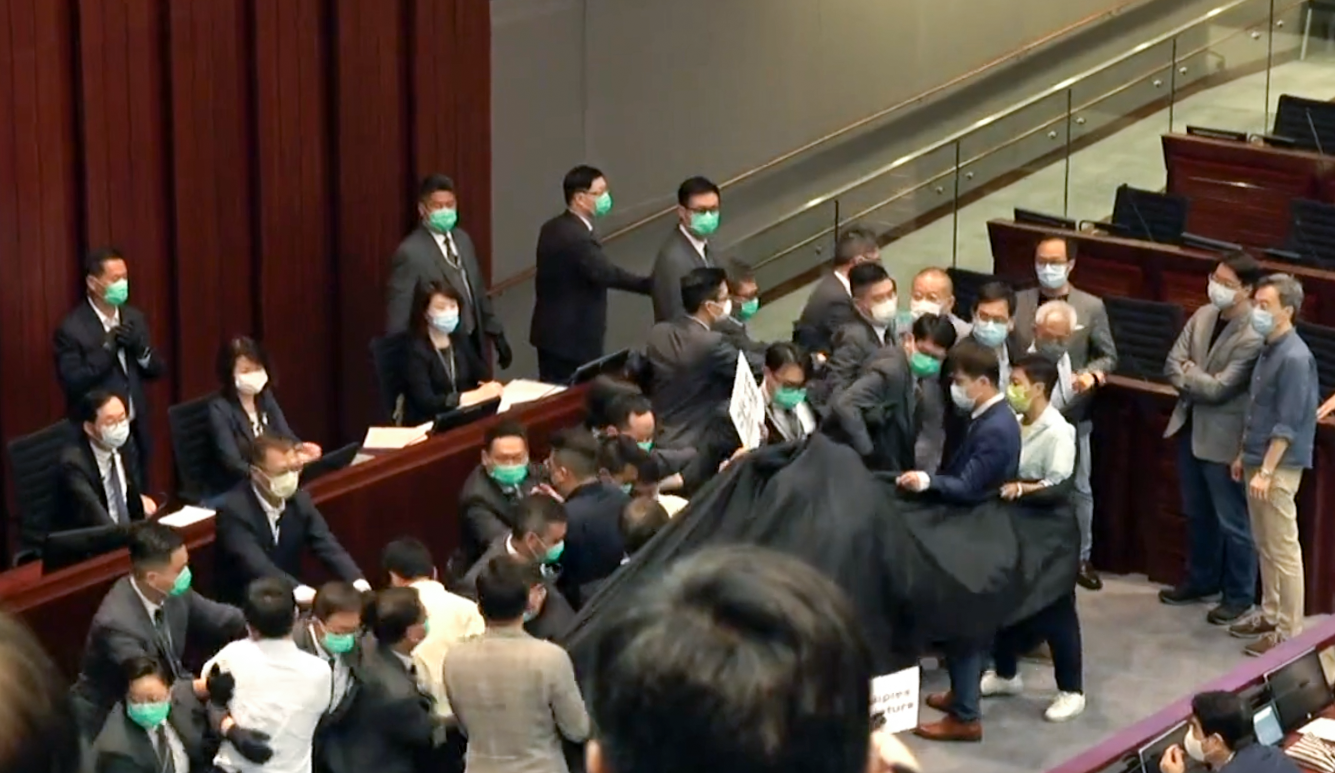
5月18日民主派議員拉起黑布，遭到保安和建制派議員阻止

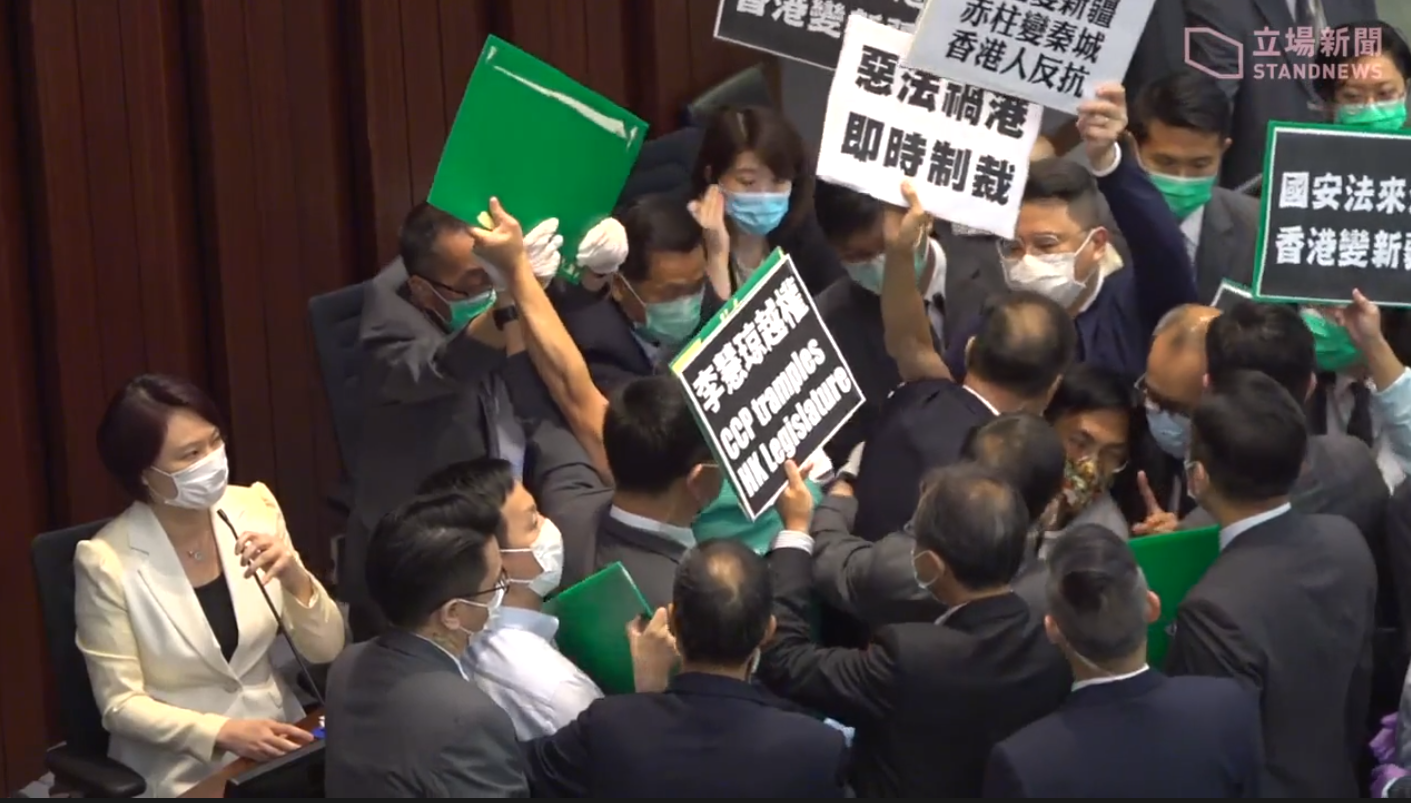
5月22日下午，立法會內會舉行會議，進行內會副主席選舉，民主派議員包圍主席台，抗議李慧琼擔任主席

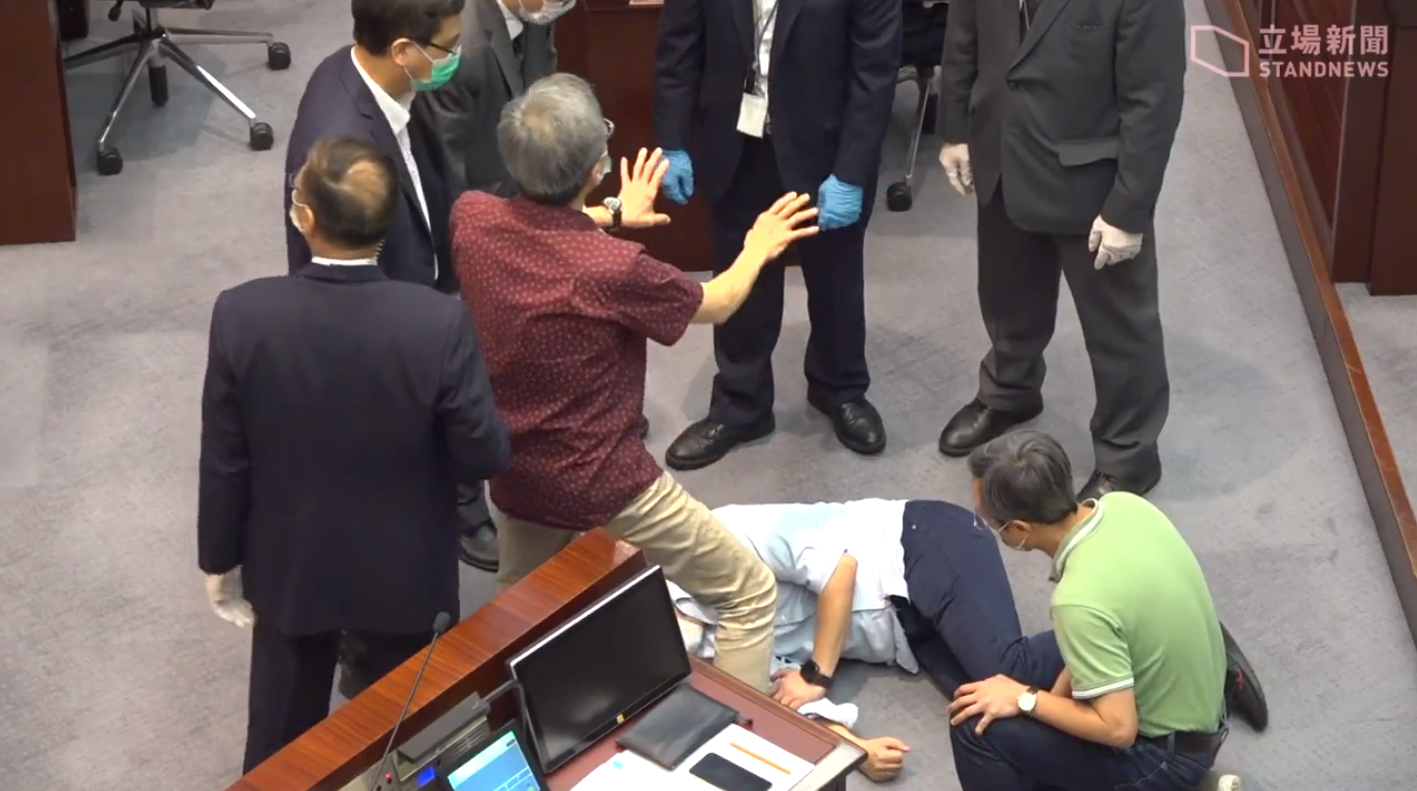
人民力量陳志全被保安抬走時，在地上表現痛楚，衞生服務界議員李國麟一度檢視他的傷勢

2019年10月15日，內務委員會開始新立法年度選舉主席程序，民建聯主席李慧琼議員競逐連任，因為避嫌交由上年度副主席公民黨郭榮鏗議員主持會議。民主派則有22名議員參選（其後區諾軒議員和范國威議員被取消議員資格，涂謹申議員和梁耀忠議員退選，因此最終民主派有18人參選）。民主派有議員關注10月16日發表施政報告的保安安排，郭榮鏗議員認為需要容許主席候選人得知相關資訊，以進行選舉論壇，會議進入討論。當日，何君堯議員因為指毛孟靜議員「食慣洋腸」被逐。其後多次會議繼續討論立法會保安事宜，郭榮鏗議員解釋不就發言設時限是因為內會正副主席是行政管理委員會的當然委員，而行管會需要處理立法會保安事務。2020年1月3日，郭榮鏗議員宣布於1月7日停止接收無約束力議案。
2020年1月10日，會議處理工聯會何啟明議員信件。信中呼籲議員支持將延長產假法例繞過內會，交由人力事務委員會處理。
2020年2月，由於2019冠狀病毒病疫情嚴峻，原定三次會議取消。至3月13日會議，民主派議員質疑疫情期間不應召開與疫情無關的會議，要求討論立法會疫情期間召開會議的準則。當日會議至原定結束時間時，尹兆堅議員正發言，郭榮鏗副主席延長會議至其發言完畢，陳健波、何君堯等建制派議員叫囂，要求「交場」予財委會被逐。泛民議員質疑保安人員雙重標準，未有抬走建制派議員，去信內會要求行管會交代，3月20日會議討論信件。
2020年4月，國務院港澳辦與香港中聯辦發新聞稿，點名批評郭榮鏗副主席濫權，故意拖延內會主席選舉，涉嫌公職人員行為失當。民主派批評兩辦干預香港內部事務，違背《基本法》第22條，建制派則認為兩辦有權代表北京在香港行使權力。
2020年4月17日，內會於兩辦發稿後首次召開會議，多名建制派議員會上攻擊郭榮鏗副主席主持選舉主席的安排。會議結束後，仍然未選出主席。
2020年5月4日，立法會主席梁君彥引述外聘資深大律師余若海及孫靖乾的法律意見，指上年度內會主席有權力和責任處理選舉過程以外的內會積壓議程，又指郭榮鏗副主席越權。（立法會秘書處法律事務部2019年10月曾發出文件，指委員會於選出主席前，不能處理其他事務）同日，李慧琼議員宣布於5月8日召開兩個內會會議，上午由郭榮鏗副主席主持，繼續選舉主席，下午由她主持，處理其他內會事務。民主派質疑梁君彥以公帑為李慧琼「僭建權力」，建制派則認同外間法律意見分析。5月7日，民主派取得資深大律師戴啟思及名譽資深大律師陳文敏的法律意見，指候選人李慧琼議員無權主持內會，否則會有利益衝突，而未選出新任主席前，她亦無權處理選舉以外事項。法律意見同時認為郭榮鏗議員早前行為沒有越權。
2020年5月15日，立法會主席梁君彥宣佈在取得英國御用大律師彭力克和大律師陳浩淇的法律意見後，引用《議事規則》第92條處理內會主席選舉延誤事宜，以財委會及內會人數相等，其主席擁有相若的主持經驗為由，委任財委會主席陳健波出任內會主持，主持5月18日的內會主席選舉，席間不會處理規程問題或議案。2020年5月18日，陳健波議員於上午11時主持主席選舉，多名泛民議員走出主席台前抗議，又與保安發生衝突，14名泛民議員被驅逐離場。陳健波議員在上午11時50分宣布，向在座議員派發投票紙，由於大部分泛民被逐，仍留在會議廳的數名泛民亦不願返回座位，故只有40名建制派議員投票，最終陳健波議員宣布李慧琼以40票當選為2019-2020年度內委會主席。由於民主派議員認為陳健波主持會議並無合法性，故不承認李慧琼連任；建制派議員則認為民主派議員的行為屬議會暴力，考慮就事件報警。

### 議員放臭彈 行管會追逾25萬

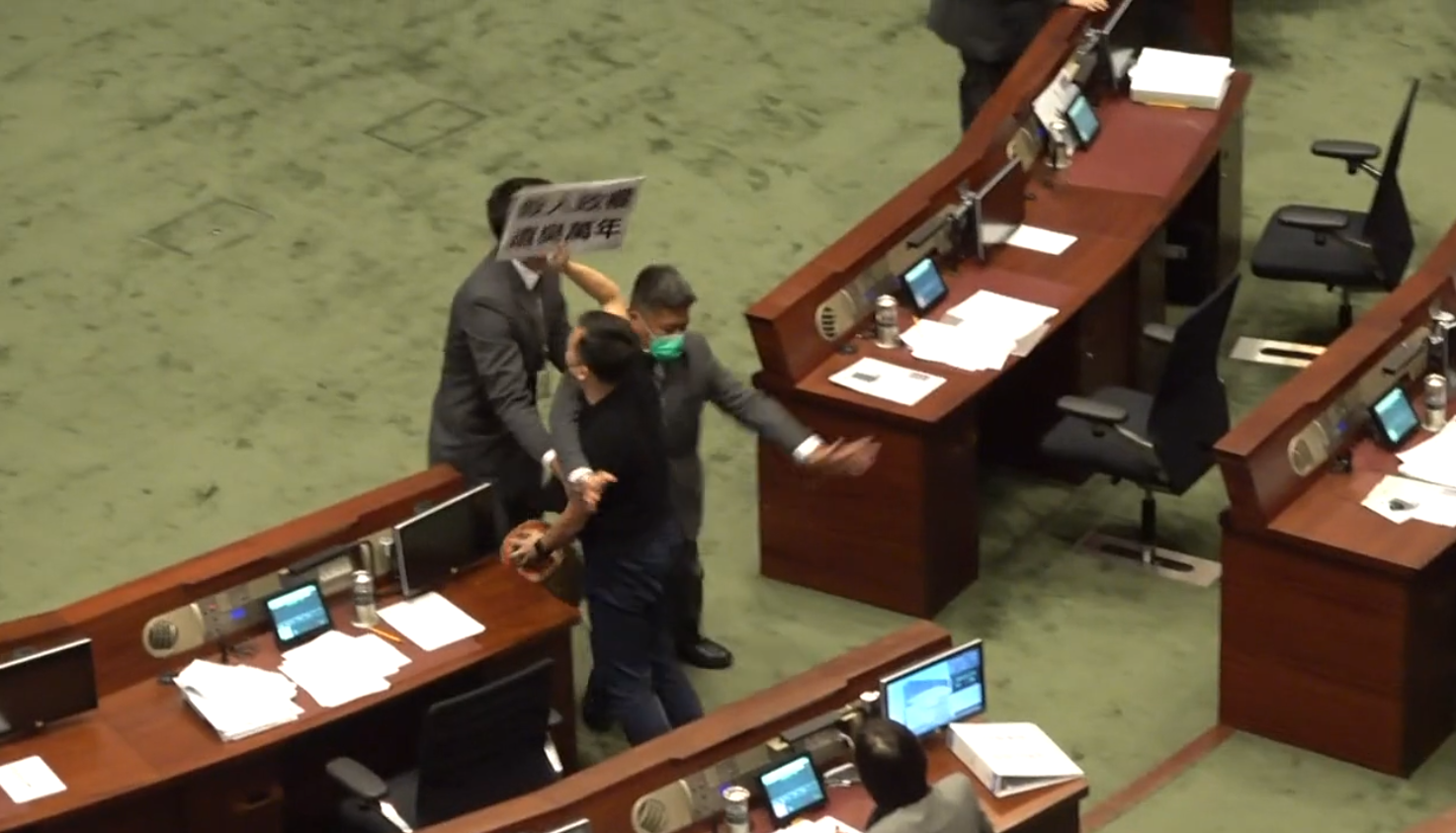
2020年6月4日，人民力量陳志全手持一個膠樽衝向主席台，有液體潑灑在地上，隨即傳出臭味，被保安阻止並帶離會議廳

2020年5月28日和6月4日審議《國歌條例草案》期間，民主黨許智峯議員、議會陣線陳志全議員、朱凱廸議員3人在立法會會議廳及會議室「掟臭彈」同「淋臭水」，讓會議廳充斥臭味，會議暫停。警方和消防之後進入立法會大樓調查。立法會主席梁君彥6月16日表示，會向許智峯追討5月28日及6月4日合共5.2萬港元的清潔費，陳志全及朱凱廸則需為6月4日的清潔費支付不少於10萬港元。

### 工聯會議員轉職副局長
2020年5月30日，特區政府宣布委任工聯會勞工界議員何啟明出任勞工及福利局副局長、民建聯黨員葉俊廉出任財經事務及庫務局局長政治助理，6月1日起履新。

### 7名民主派立法會議員被捕

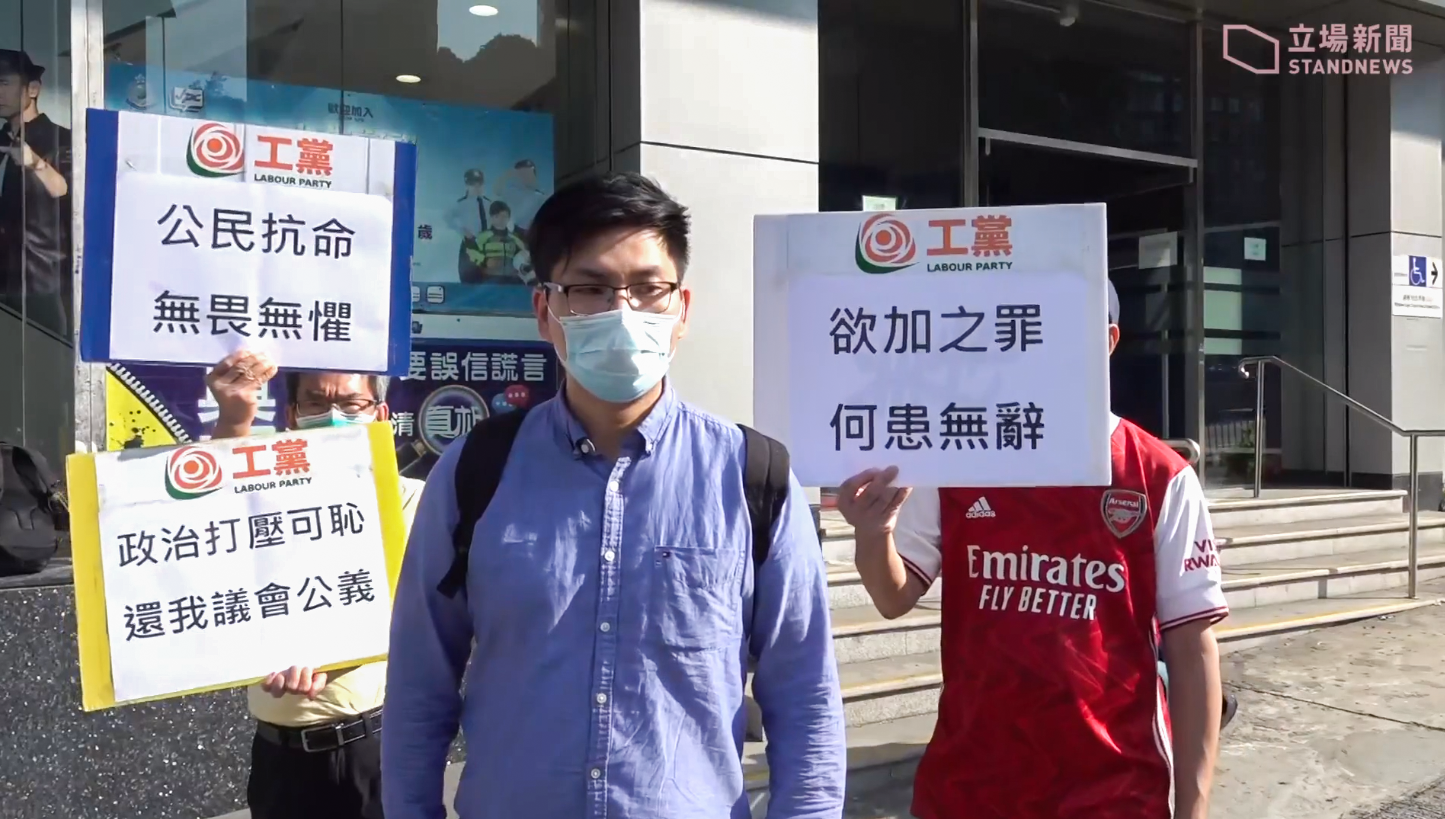
2020年11月1日，工黨主席郭永健被指違《特權法》被捕，獲准保釋後見記者

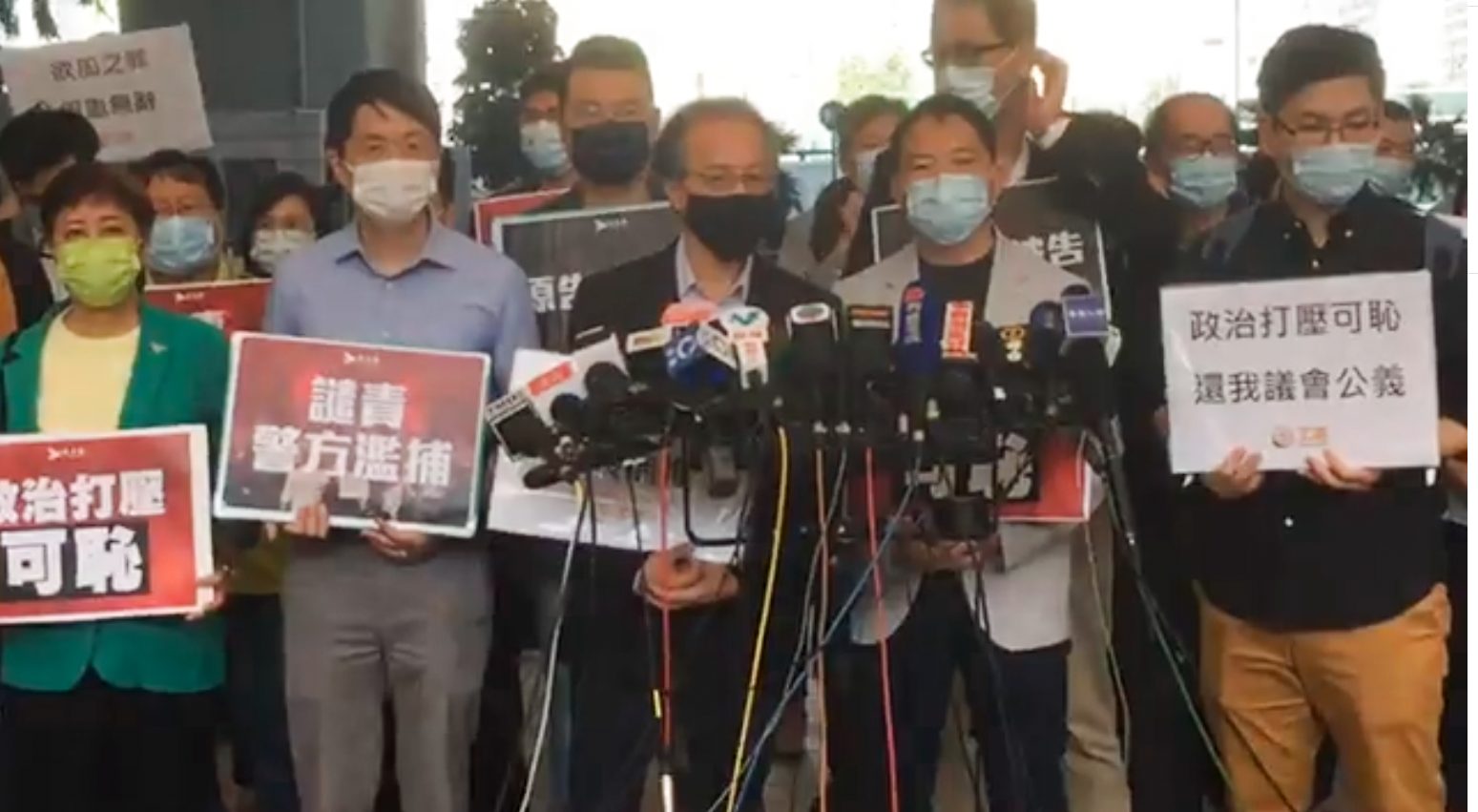
2020年11月6日，案件在西九龍裁判法院提堂，民主派議員在法院外見記者

2020年11月1日，7名民主派立法會議員（胡志偉、尹兆堅、黃碧雲、張超雄及其議員助理，工黨主席郭永健、陳志全和朱凱廸）被指在5月8日立法會內會衝突，在早上被警方拘捕，涉違《立法會（權力及特權）條例》下的「藐視罪」及「干預立法會人員」，案件11月6日於西九龍裁判法院提堂。公民黨立法會議員楊岳橋批評是次拘捕是秋後算帳。警方拒絕回應檢控準則。

### 建制派議員要求取消民主派議員資格
2020年11月4日立法會會議後，民建聯及工聯會分別見記者，何君堯議員批評許智峯議員及林卓廷議員對人不對事，是「歷史上最差的表現」，又指泛民干擾發言，沒有履行議員應有的職能，更是違反就職時效忠《基本法》及為香港服務的誓言。並稱將致函行政長官林鄭月娥，要求行政長官提出司法覆核，取消「行為可惡」議員的資格。
工聯會麥美娟議員指拉布的民主派議員都是遵從全國人大常委會決定而延任的議員，不應浪費時間。郭偉強議員認為，除了在會議內擲物、衝出位置之外，惡意拉布亦應是干擾議會，不能容許。
民建聯李慧琼議員認為，立法會作為香港憲制架構的重要職能，市民很希望立法會可以推動政府做實事，幫市民走出困局，不希望民主派議員不要為反對而反對，無止境地利用議會程序令政府難以施政。而周浩鼎議員批評，民主派如果不喜歡人大決定，又要留下在議會拉布，證明他們自相矛盾，並戀棧立法會權位及薪津。
到11月6日，工聯會社會事務委員會到政府總部門外請願，鄧家彪表示，立法會議員本應奉公守法、效忠特區政府，議會正反雙方皆以服務社會為職志，但多名泛民議員卻在直播鏡頭下癱瘓議會，並襲擊、阻撓立法會人員執行職責，明顯違反《特權法》，又批評「攬炒派」議員薪高祿厚，卻不以服務市民為職志，惡意「拉布」、拒絕理性問政，企圖拖垮立法會運作，目的只求「攬炒」香港。
其後，有消息指全國人大常委會於會議議程加入取消民主派議員資格的議案，並計劃取消梁繼昌議員、楊岳橋議員、郭榮鏗議員及郭家麒議員的資格。11月9日，民主派宣布，一旦北京政府決定取消民主派議員資格，19名民主派議員將「義無反顧地總辭，強烈抗議DQ這個荒謬的決定」，並強調民主派議員一直運用基本法及議事規則賦予的權力監察及制衡政府，點算法定人數是法律授權的做法，又批評取消資格的做法不符一國兩制，顯示當權者不再容許立法會內存在反對意見。

### 全國人大常委會授权取消議員資格

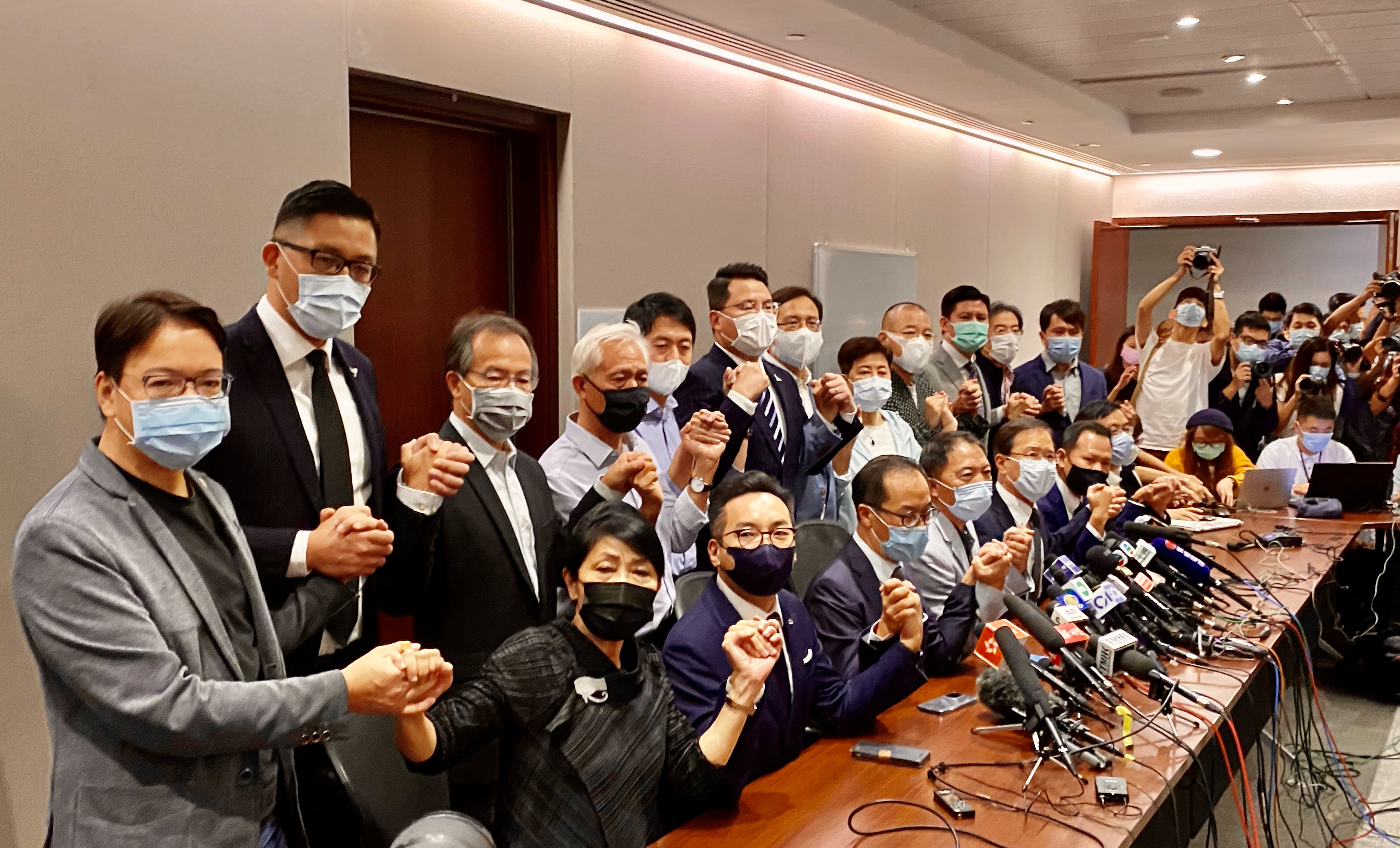
2020年11月11日，19名香港民主派立法会议员宣布集体总辞，对全国人大常委会通过有关褫夺4名民主派议员的决定表达强烈抗议

按香港行政长官林鄭月娥的请求，2020年11月7日，中华人民共和国国务院向第十三届全国人大常委会提交《关于提请就香港特别行政区立法会议员资格问题作出决定的议案》。
2020年11月11日，第十三届全国人大常委会通过《全国人民代表大会常务委员会关于香港特别行政区立法会议员资格问题的决定》。特區政府随后宣布，楊岳橋議員、郭榮鏗議員、郭家麒議員、梁繼昌議員喪失立法會議員資格。随后除此四人外，其余15名民主派立法会议员傍晚召开记者会，正式宣布集体总辞，只有修憲派議員鄭松泰和中間派醫學界議員陳沛然表明會留任，令議會建制派佔絕大多數。民主派召集人、民主黨主席胡志偉批評取消議員資格的做法「極其荒謬」，表示一國兩制正式「宣告死亡」。中聯辦嚴正譴責立法會15名民主派議員是政治攬炒，注定只是斷送自己政治前途，不會影響香港一國兩制前進的步伐，他們必然被體制所拋棄。

### 3名前立法會議員因臭水事件被捕
2020年11月18日早上，警方上門拘捕3名前立法會議員，包括朱凱廸新西團隊朱凱廸、人民力量陳志全及民主黨許智峯，3人被控於2020年5月28日及6月4日在立法會會議期間向主席台方向掉下或潑出惡臭液體，涉嫌違反香港法例第382章《立法會(權力及特權)條例》中的「藐視罪」及香港法例第212章《侵害人身罪條例》中的「意圖使他人受損害、精神受創或惱怒而施用或企圖施用有害物品」罪。下午3人獲准保釋，2020年11月19日於東區裁判法院提堂。是次事件是首度有議員因議會抗爭行為被控侵害人身罪，民主派指特區政府「打壓異見者無所不用其極」，反而不告郭偉強議員。歐盟駐港澳辦事處稱會密切跟進。

## 延伸阅读
[在维基数据编辑]
 《全國人民代表大會常務委員會關於香港特別行政區第六屆立法會繼續履行職責的決定》
 《全国人民代表大会常务委员会关于香港特别行政区立法会议员资格问题的决定》

## 外部連結
- 香港立法會網站（页面存档备份，存于）